# Toyohara Chikanobu
Toyohara Chikanobu (豊原 周延), né le 26 septembre 1838 - mort le 29 septembre 1912, est l'un des derniers maîtres incontestables de l'estampe japonaise de la deuxième moitié du XIXe siècle. Son œuvre est essentielle dans la transition entre l'ukiyo-e traditionnel et le nouveau style shin-Hanga.

## Noms
Chikanobu signe ses créations « Yōshū Chikanobu » (楊洲周延) qui est son nom d'artiste (作者名, sakushamei) alors que son « vrai nom » (本名, honmyō) est Hashimoto Naoyoshi ( (橋本直義, )), celui qui est publié lors de sa nécrologie.
Beaucoup de ses toutes premières œuvres sont signées "studio de Yōshū Chikanobu" (楊洲齋周延, Yōshū-sai Chikanobu). Il existe au moins un triptyque de Meiji 12 (1879) signé "Yōshū Naoyoshi" (楊洲直義).
Le portrait de l'empereur Meiji que possède le British Museum porte en inscription « dessiné par Yōshū Chikanobu sur demande spéciale » (應需豊原周延筆, motome ni ōjite Yōshū Chikanobu hitsu).
On ne connaît pas d’œuvre signée "Toyohara Chikanobu".

## Carrière militaire
Chikanobu est un obligé du clan Sakakibara du domaine de Takada dans la province d'Echigo. Après la disparition du shogunat Tokugawa, il rejoint le Shōgitai et prend part à la bataille d'Ueno.
Il se joint aux loyalistes de Tokugawa à Hakodate où il participe à la bataille de Hakodate au fort en étoile de Goryōkaku. Il sert sous les ordres de Enomoto Takeaki et Otori Keisuke et il se fait remarquer par sa bravoure.
À la suite de la réédition du shogunat, il est mis avec d'autres à a disposition des autorités au domaine de Takada.

## Carrière de l'artiste
En 1875 (an 8 de l'ère Meiji), il décide de gagner sa vie comme artiste et se rend à Tokyo où il trouve un emploi pour le journal Kaishin Shinbun En outre, il produit des pièces de nishiki-e.
Jeune, il étudie la peinture de l'école Kanō puis il se tourne vers l'ukiyo-e. Il étudie avec un disciple de Keisai Eisen puis il rejoint l'école d'Utagawa Kuniyoshi. À cette époque, il se fait appeler Yoshitsuru. Après la mort de Kuniyoshi, il étudie auprès de Kunisada puis le nigao-e avec Toyohara Kunichika et s'appelle lui-même Isshunsai Chikanobu et Yōshū.
Comme beaucoup d'artistes de l'ukiyo-e, Chikanobu s'intéresse à une grande variété de sujets. Son domaine de créations comprend aussi bien la mythologie japonaise que la représentation des champs de bataille de son époque ou les modes pour femmes. Comme un certain nombre d'artistes de cette période, il réalise des portraits d'acteurs du théâtre kabuki dans leurs personnages et il est réputé pour ses scènes de mie dans les représentations du kabuki.
Chikanobu est reconnu comme un maître du bijinga, images de belles femmes, et pour ses illustrations des changements dans les modes féminines, tant en ce qui concerne les vêtements traditionnels que les habits occidentaux. Son œuvre illustre les changements de coiffure et de maquillage dans le temps. Cela apparaît clairement, par exemple, dans son estampe « Le miroir des âges » (1897), où les types de coiffure de l'ère Tenmei (1781-1789) se distinguent de ceux de l'ère Keiō (1865-1867).
Son œuvre saisit la transition de l'âge des samouraïs vers la modernité de l'ère Meiji, le chaos artistique de la période Meiji illustrant le concept de « furumekashii / imamekashii ».
Chikanobu est nettement un artiste de l'ère Meiji mais ses thèmes sont parfois issus des périodes historiques antérieures. Un de ses tirages, par exemple, illustre un incident survenu pendant le séisme d'Ensei en 1855.
Le début de l'ère Meiji est marqué par des affrontements entre des groupes de samouraïs aux idées contraires concernant la fin de la politique isolationniste que le Japon s'était imposée et par le changement des relations entre la cour impériale et le shogunat Tokugawa. Il crée une série de tirages sur des scènes de la rébellion de Satsuma et sur Saigō Takamori.
Certaines de ces estampes illustrent les troubles intérieurs et autres sujets d'actualité, dont cette image de 1882 de la mutinerie d'Imo, également connue sous le nom de mutinerie de Jingo  (壬午事変, jingo jihen)) à droite.
Les images de guerre  (戦争絵, sensō-e) de Chikanobu paraissent en format triptyque. Ces impressions documentent la guerre sino-japonaise (1894-1895). La « Victoire d'Asan » par exemple, est publiée avec le compte rendu simultané de la bataille du 28 juillet 1894.
Parmi les artistes influencés par Chikanobu se trouvent Yōsai Nobukazu  (楊斎延一, Yōsai Nobukazu) et Yōdō Gyokuei  (楊堂玉英, Yōdō Gyokuei).

### Genres

#### Scènes de bataille
Les scènes de bataille 戦争絵 ((せんそうえ sensō-e)) comprennent :
- Guerre de Boshin 1868-1869 (Boshin sensō)  (戊辰戦争?)
- Rébellion de Satsuma 1877 (Seinan sensō)  (西南戦争?)

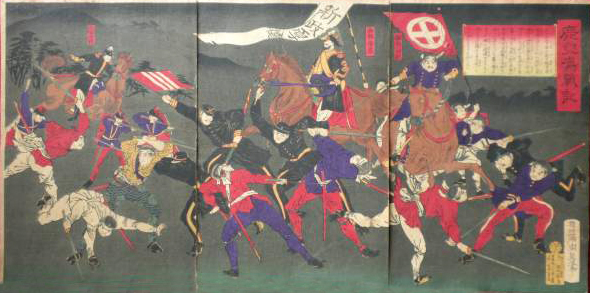
Scène de la bataille de Kagoshima
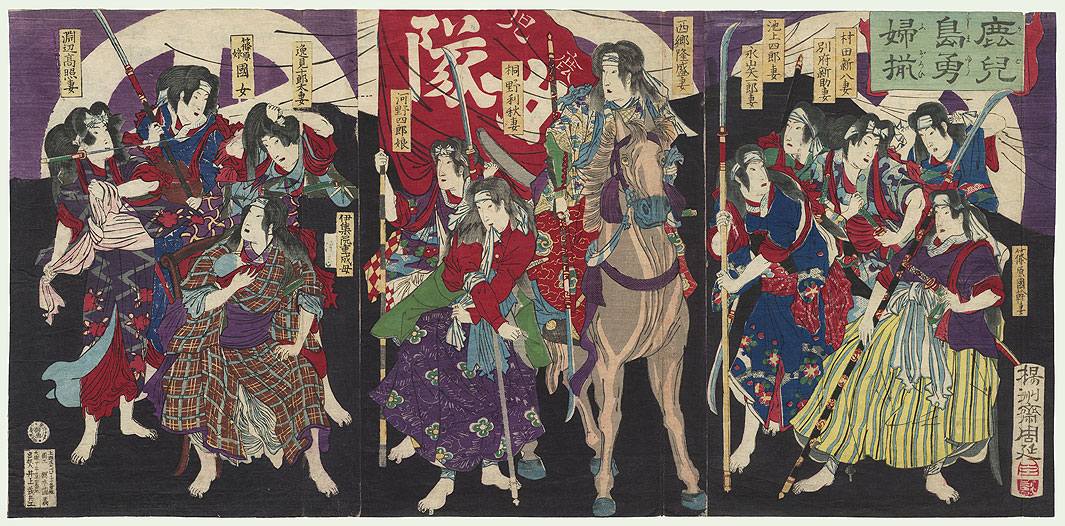
Montage des héroïnes de Kagoshima
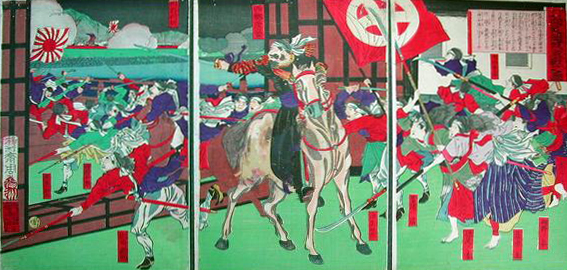
La bataille de Nobeoka

- Mutinerie d'Imo Corée 1882 (Jingo Jihen |壬午事変|)

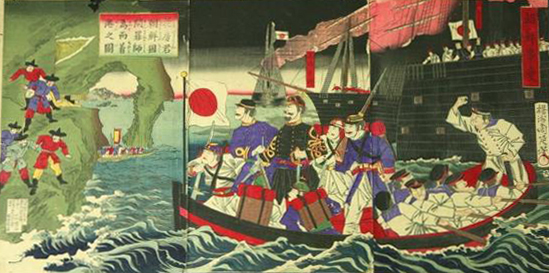
Une bataille terre-mer de l'insurrection coréenne
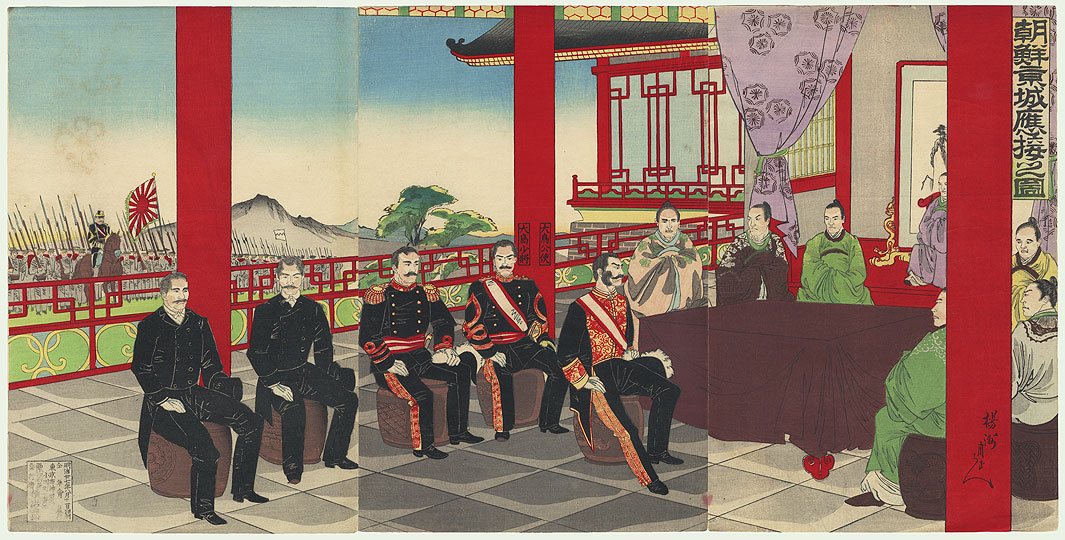
La mission japonaise auprès des Coréens

- Guerre sino-japonaise (1894-1895) (Nisshin sensō  (日清戦争?)

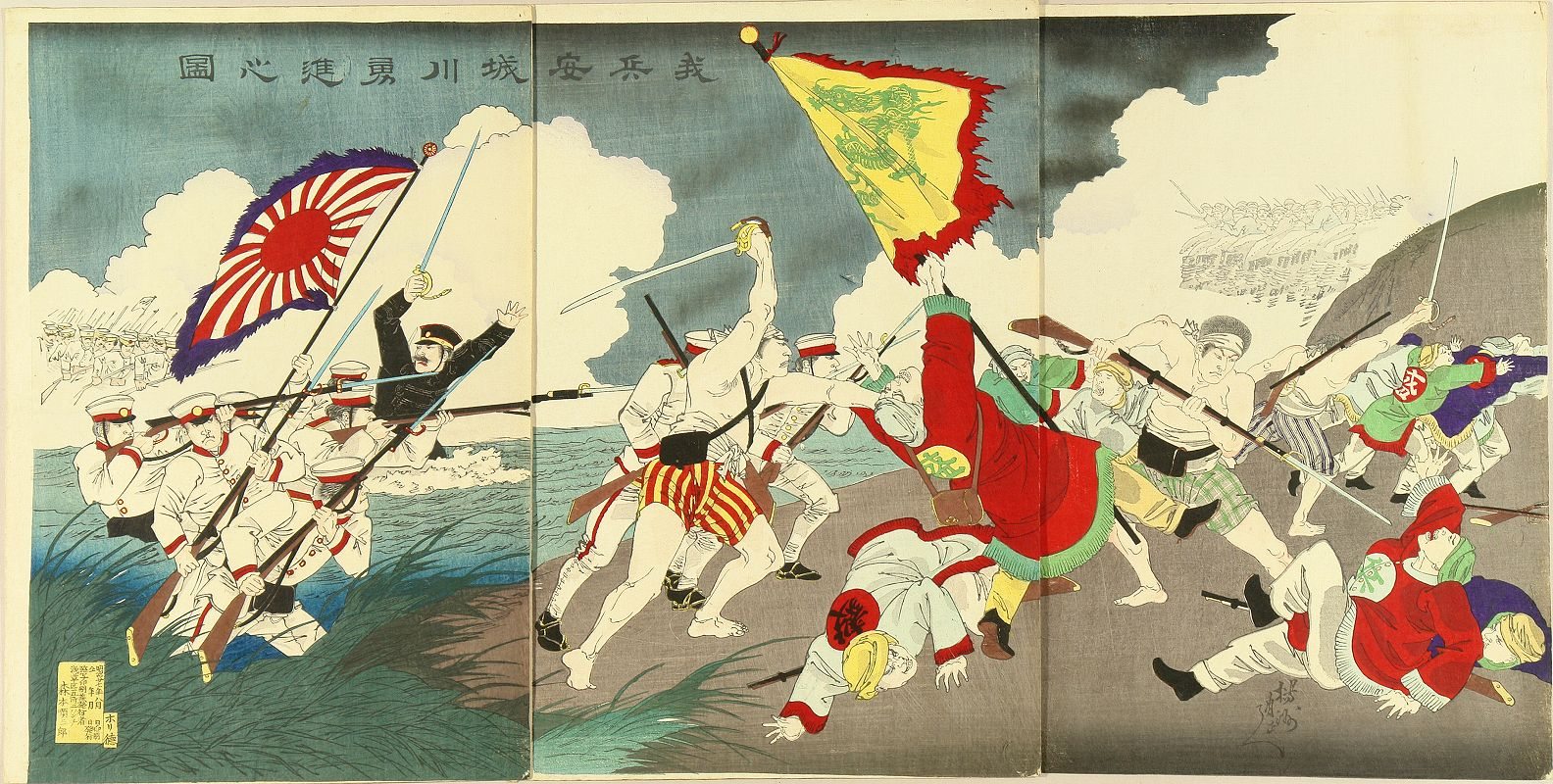
Une bataille de la première guerre sino-japonaise
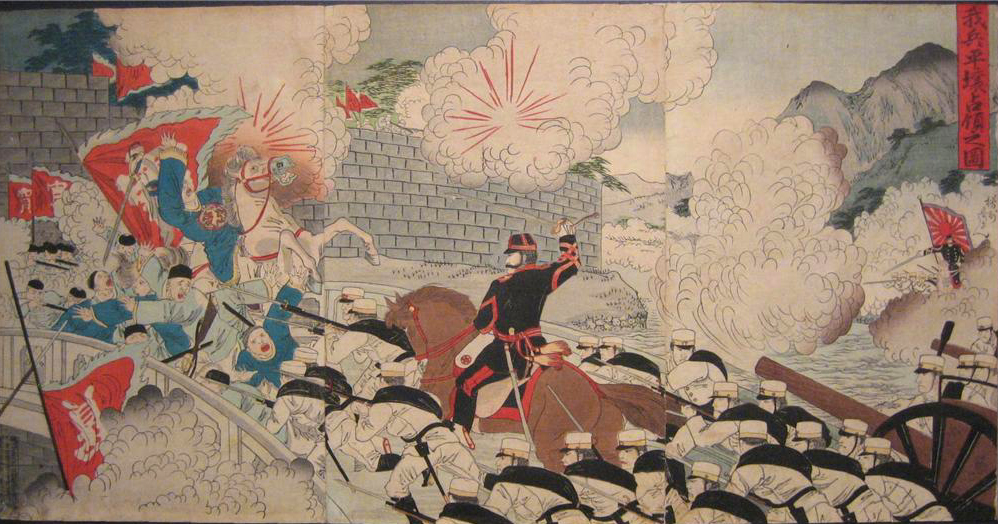
Une bataille de la première guerre sino-japonaise
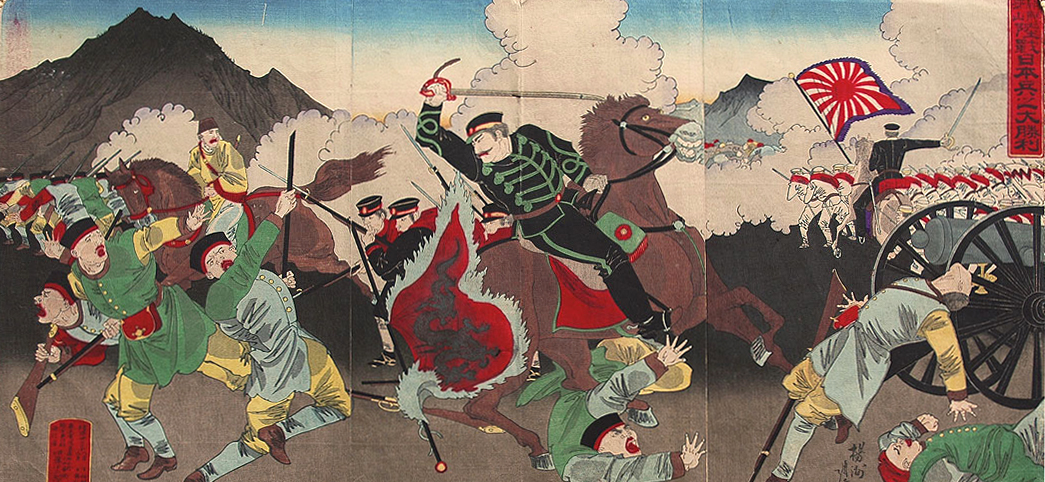
Une bataille de la première guerre sino-japonaise

- Guerre russo-japonaise 1904-5 (Nichiro sensō  (日露戦争?)

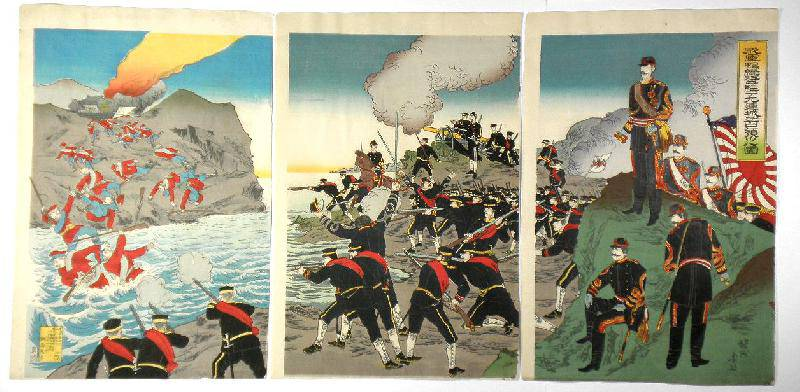
Bataille de la guerre russo-japonaise

#### Estampes de guerriers
Estampes de guerriers (武者絵  (むしゃえ, Musha-e).

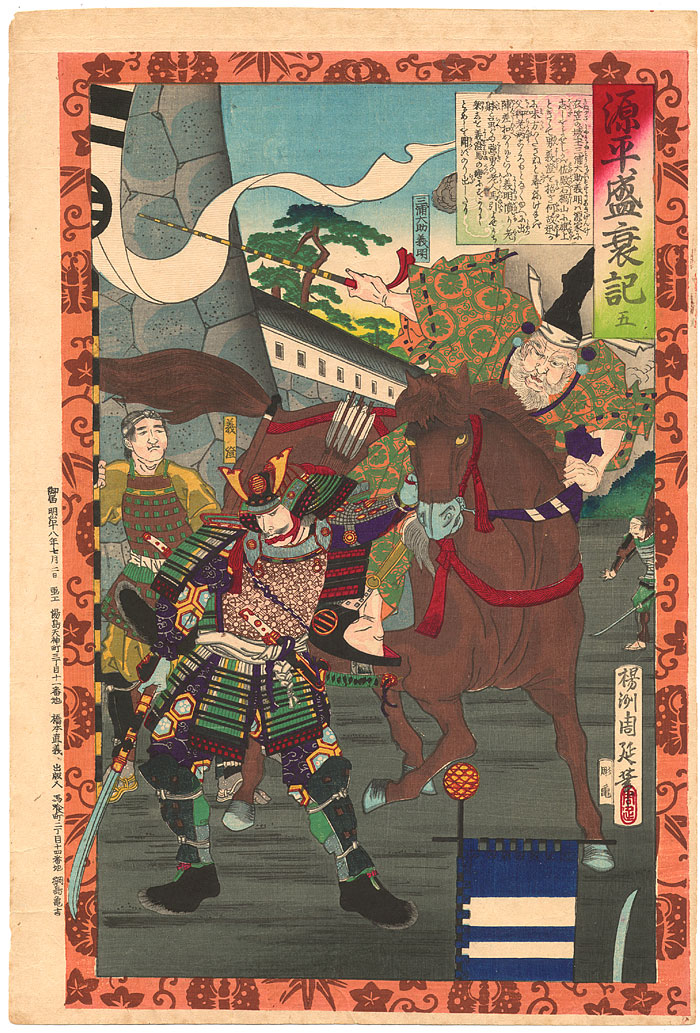
Série Gempei Seisuiki, Miura Daisuke Yoshiaki (1093-1181)
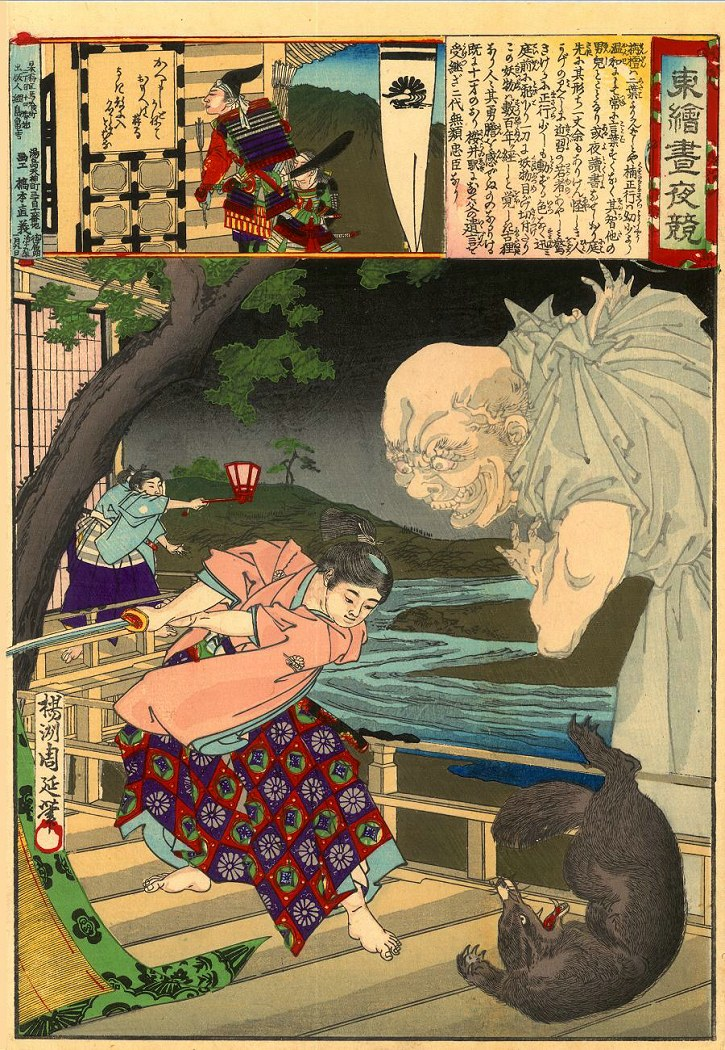
Série Azuma nishiki chūya kurabe, Kusunoki Masatsura attaquant un oni
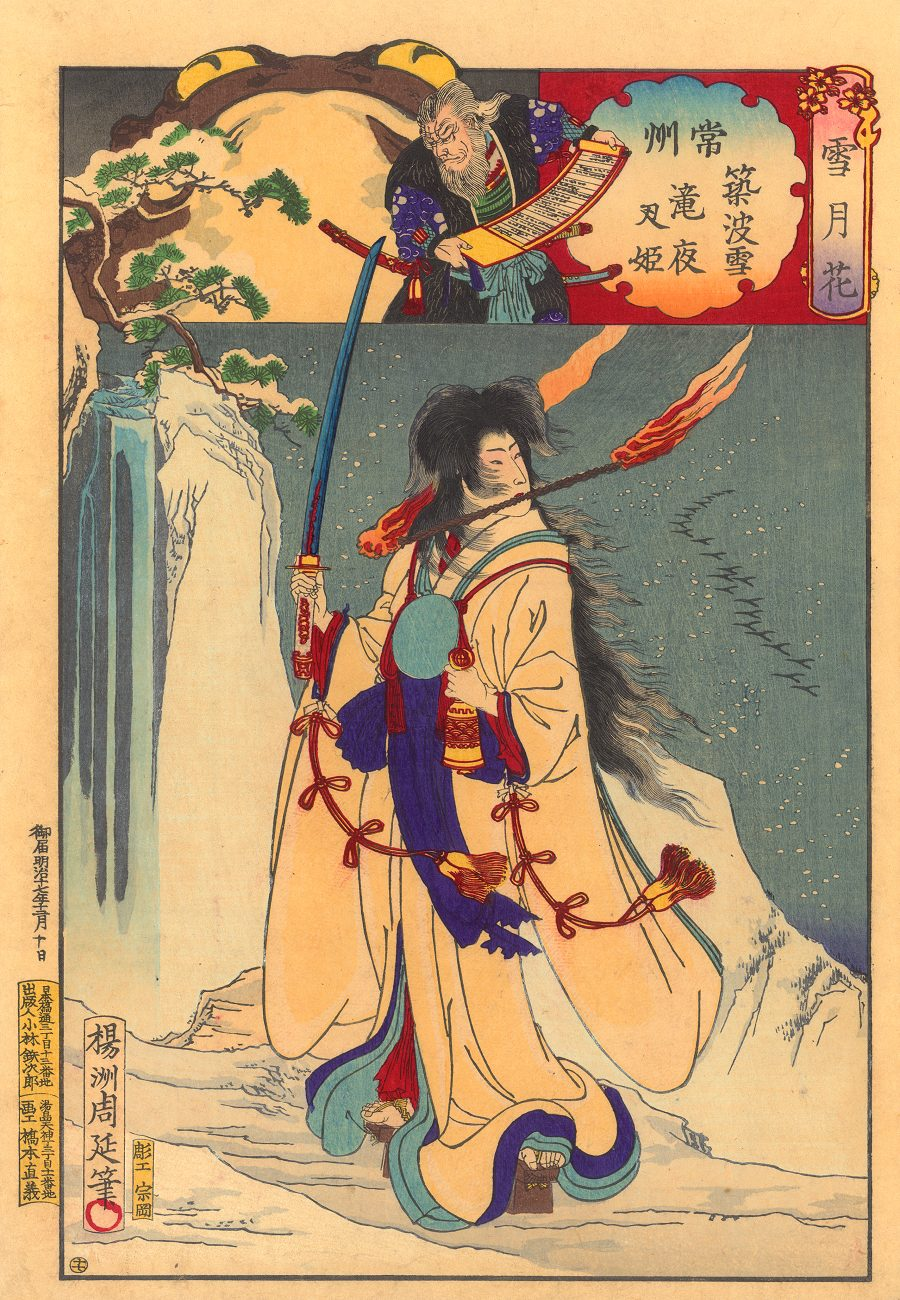
Setsu Gekka (1re série), Takiyasha-hime, fille de Taira no Masakado

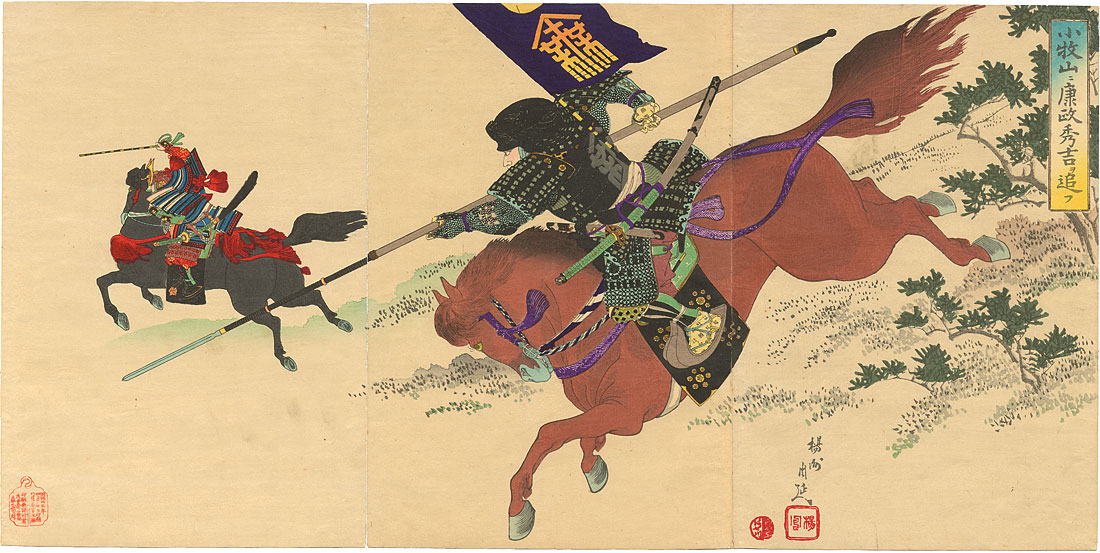
Sakakibara Yasumasa et Toyotomi Hideyoshi sur le mont Komaki
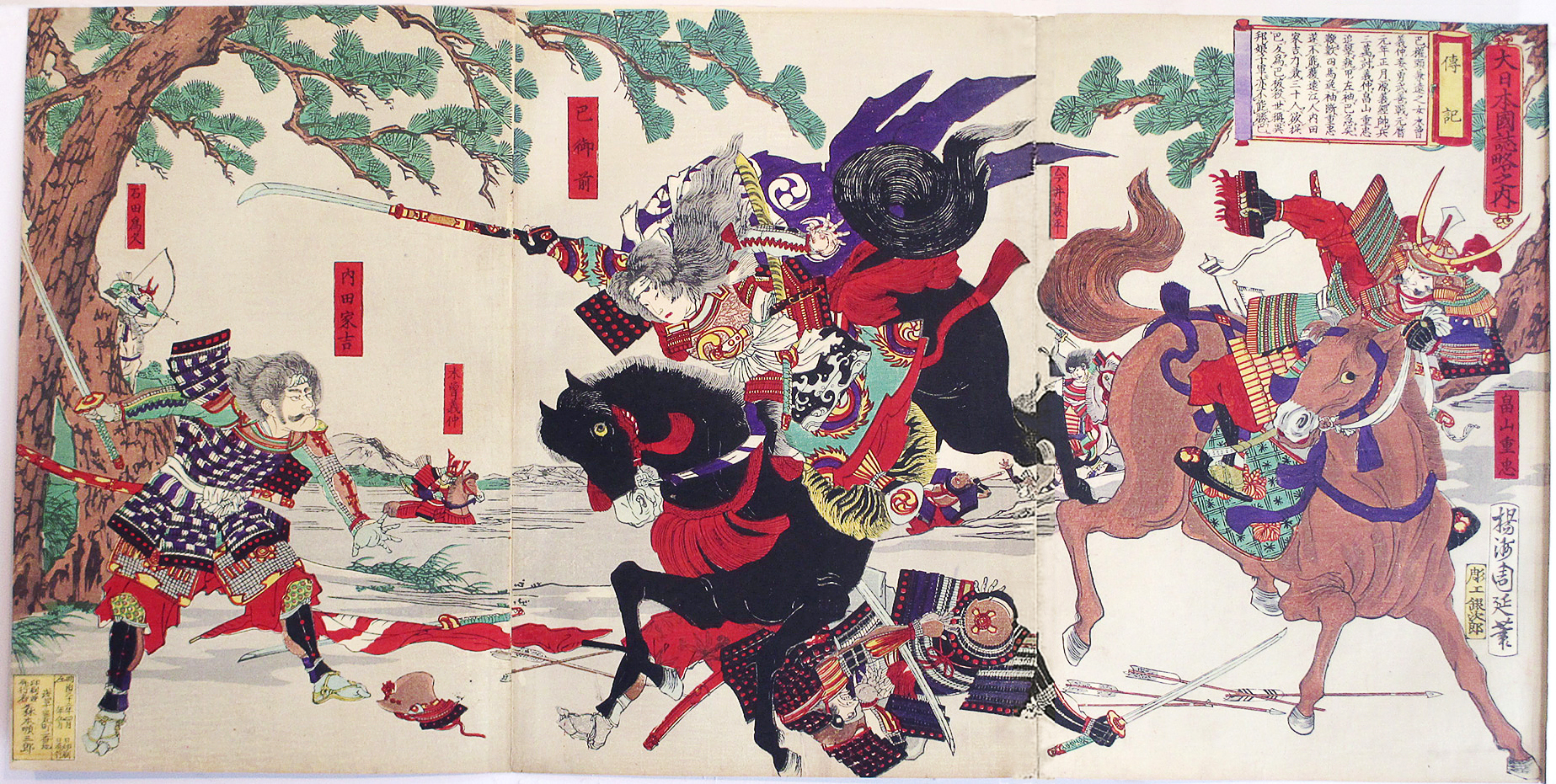
Tomoe Gozen avec Uchida Ieyoshi et Hatakeyama no Shigetada

#### Images de belles femmes
« Images de beauté » (美人画, Bijin-ga).

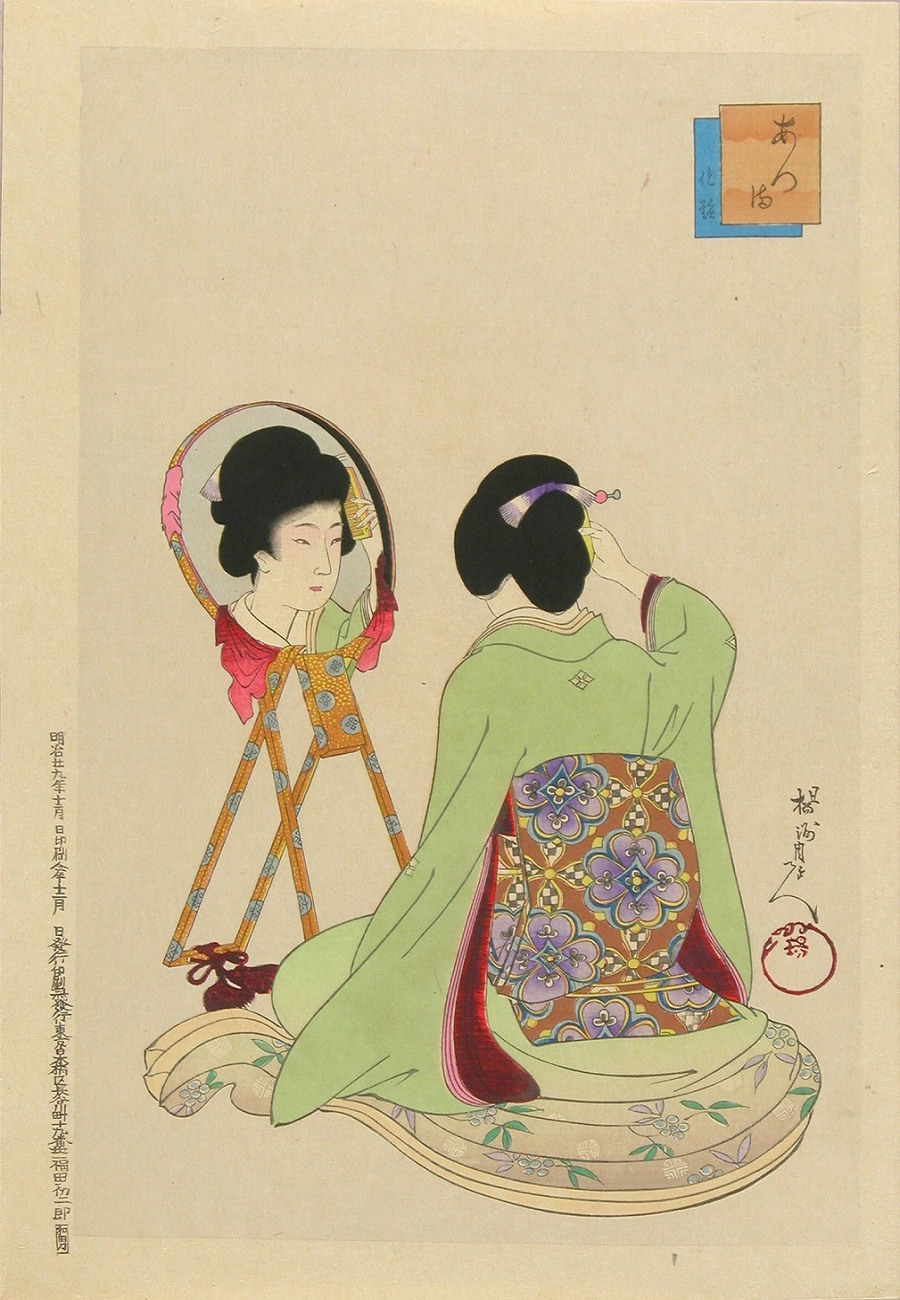
Série Azuma, keshō
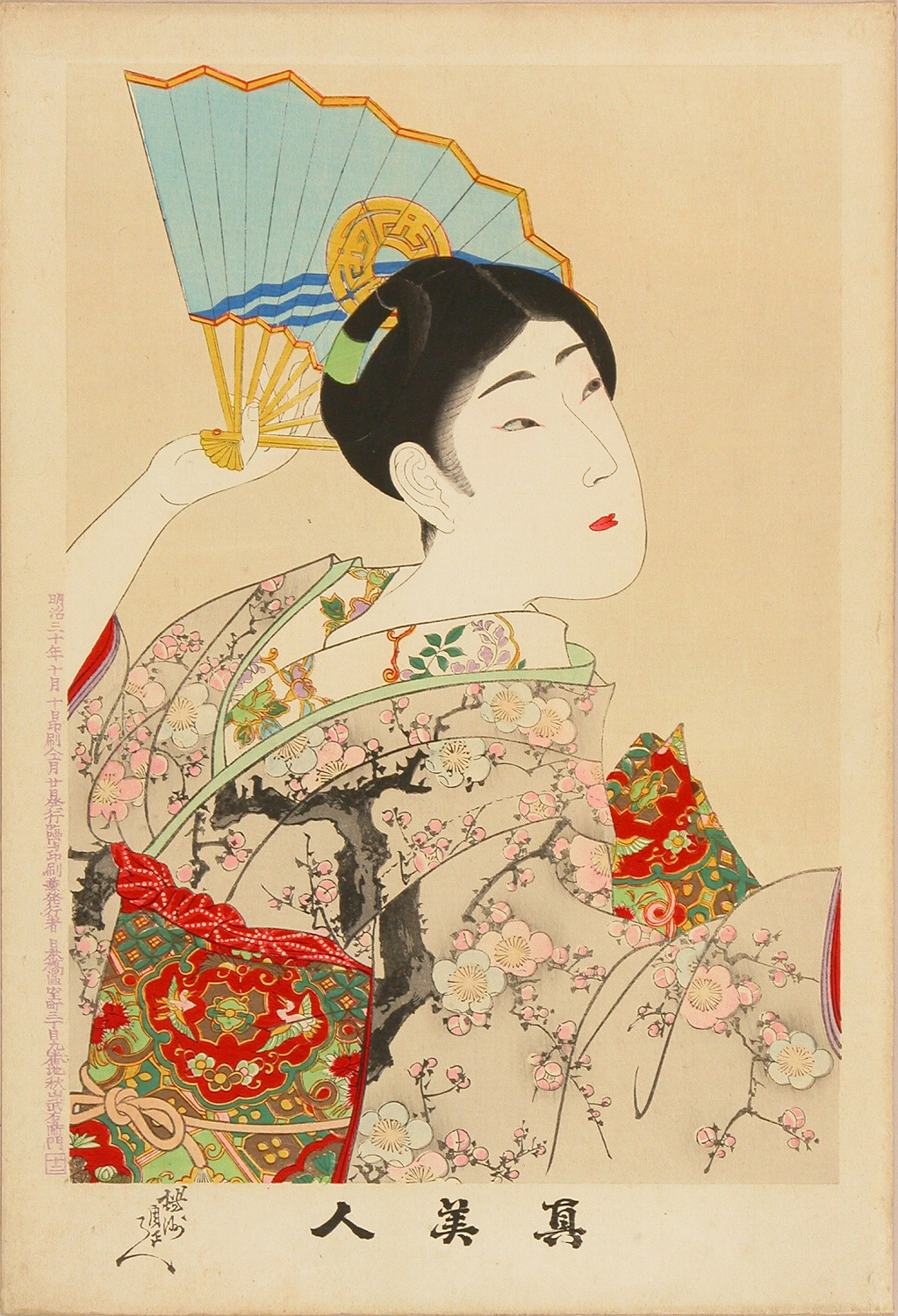
Série Shin Bijin, no . 12
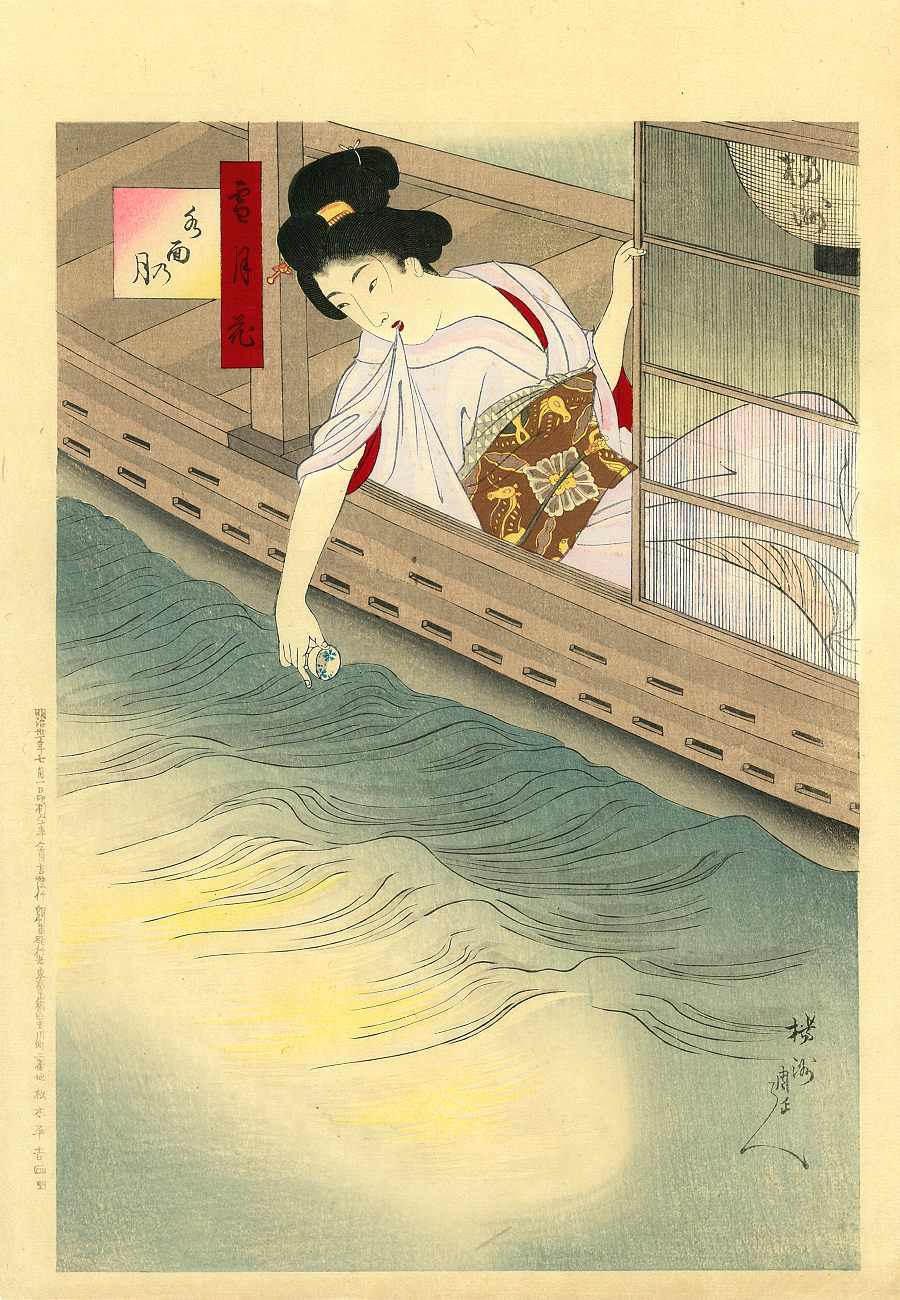
Setsu Gekka (deuxième série), suimen no tsuki
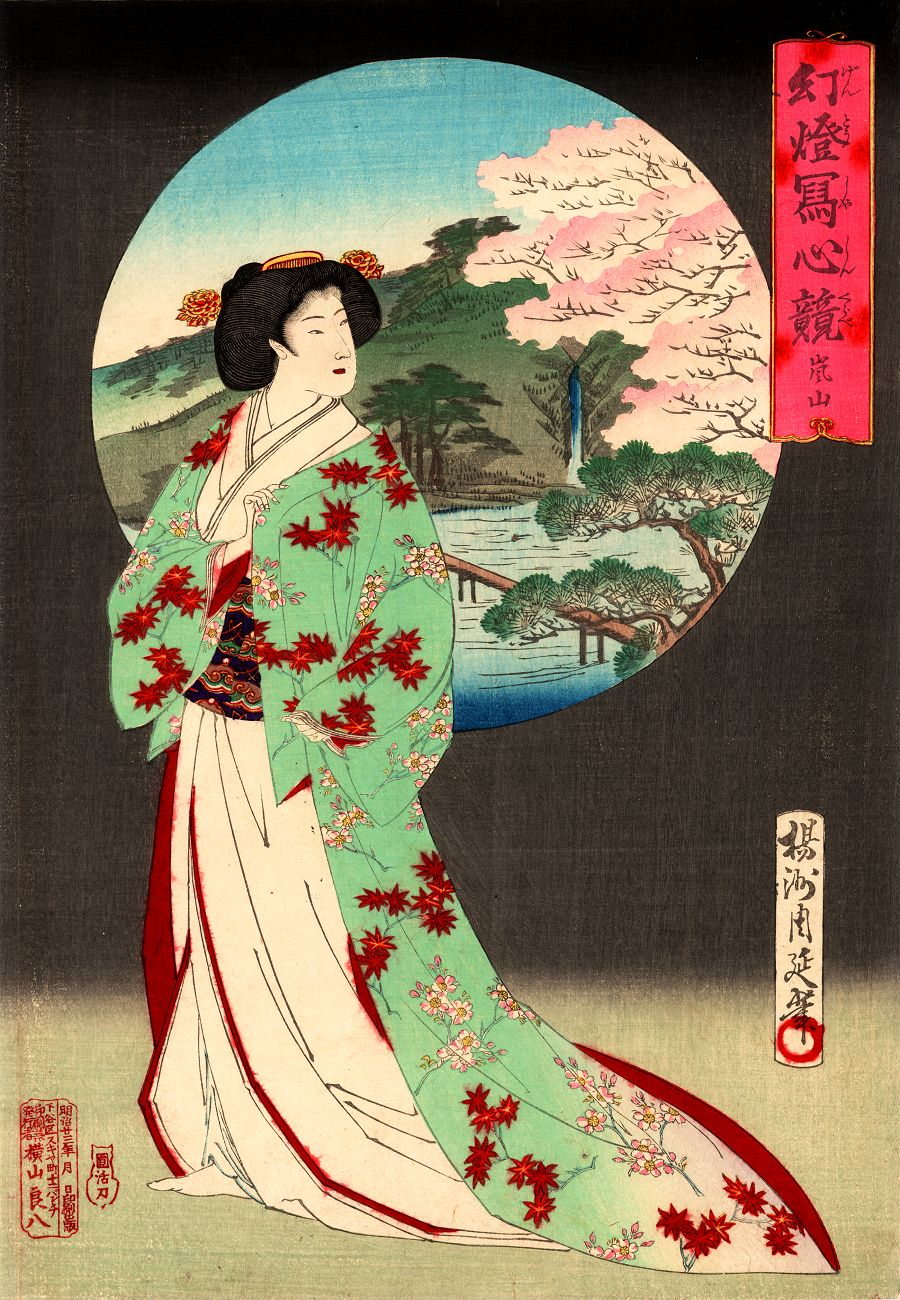
Série Gentō Shashin Kurabe, Arashiyama
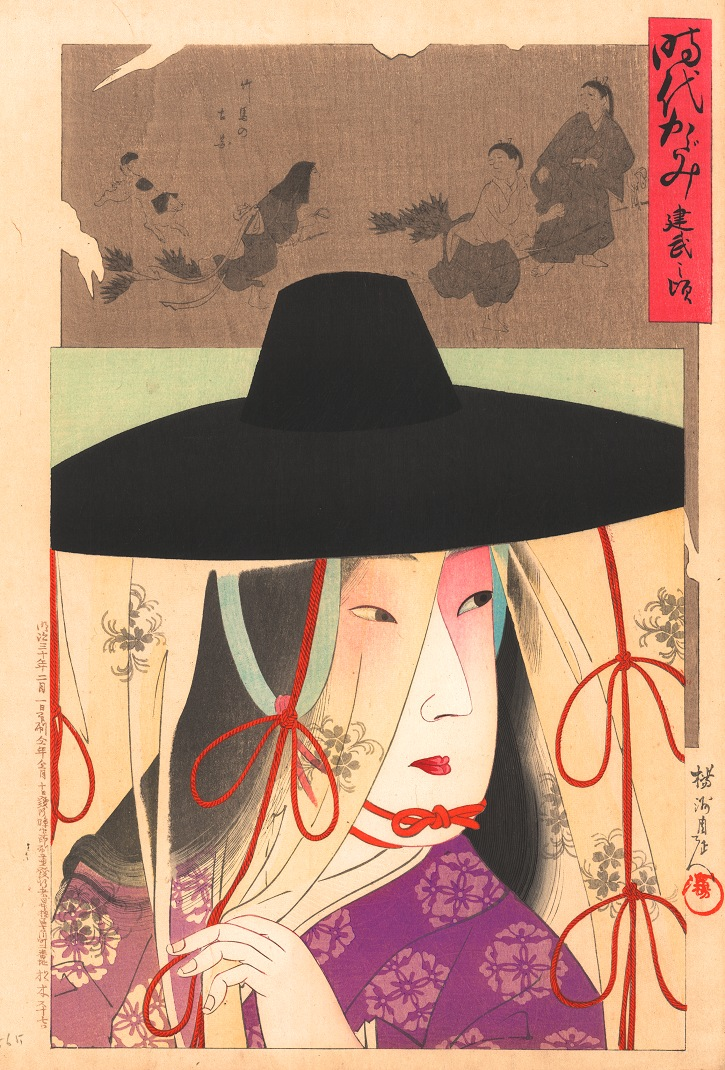
Série Jidai Kagami, ère Kenmu nengō
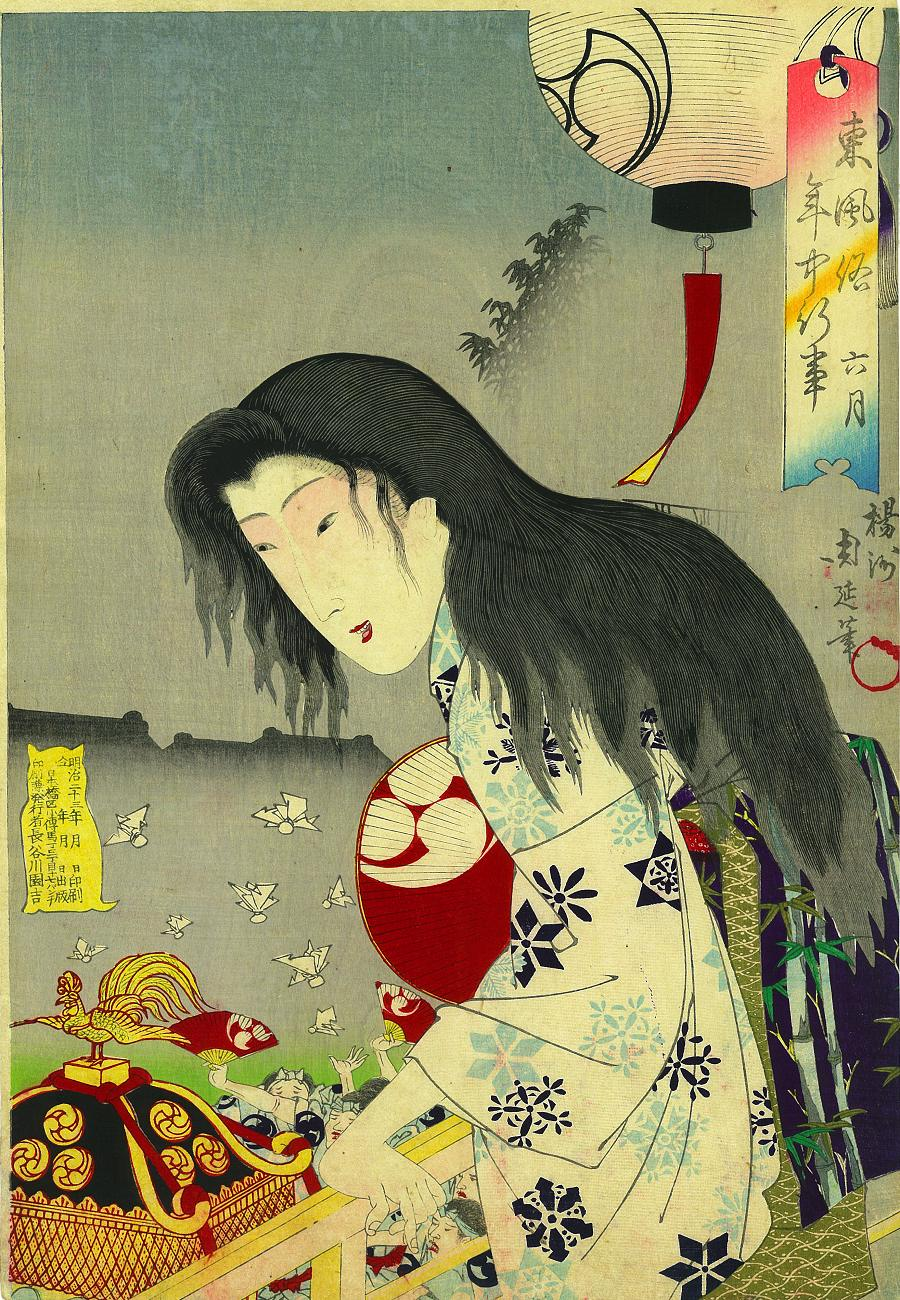
Série Azuma fūzoku nenjū gyōji, 6e mois
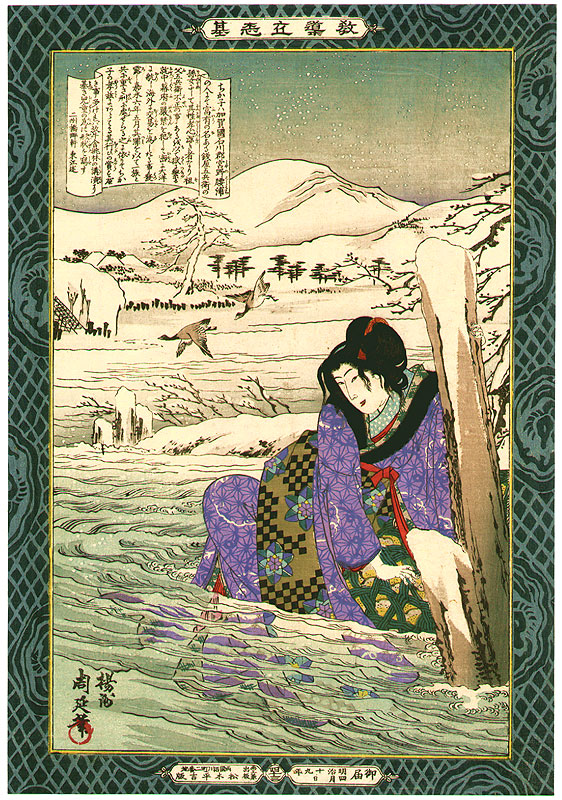
Kyōdō risshiki album no . 42 Chikako

#### Images historiques
Scènes historiques (史教画, Reshiki-ga).
Histoire récente (ère Meiji)

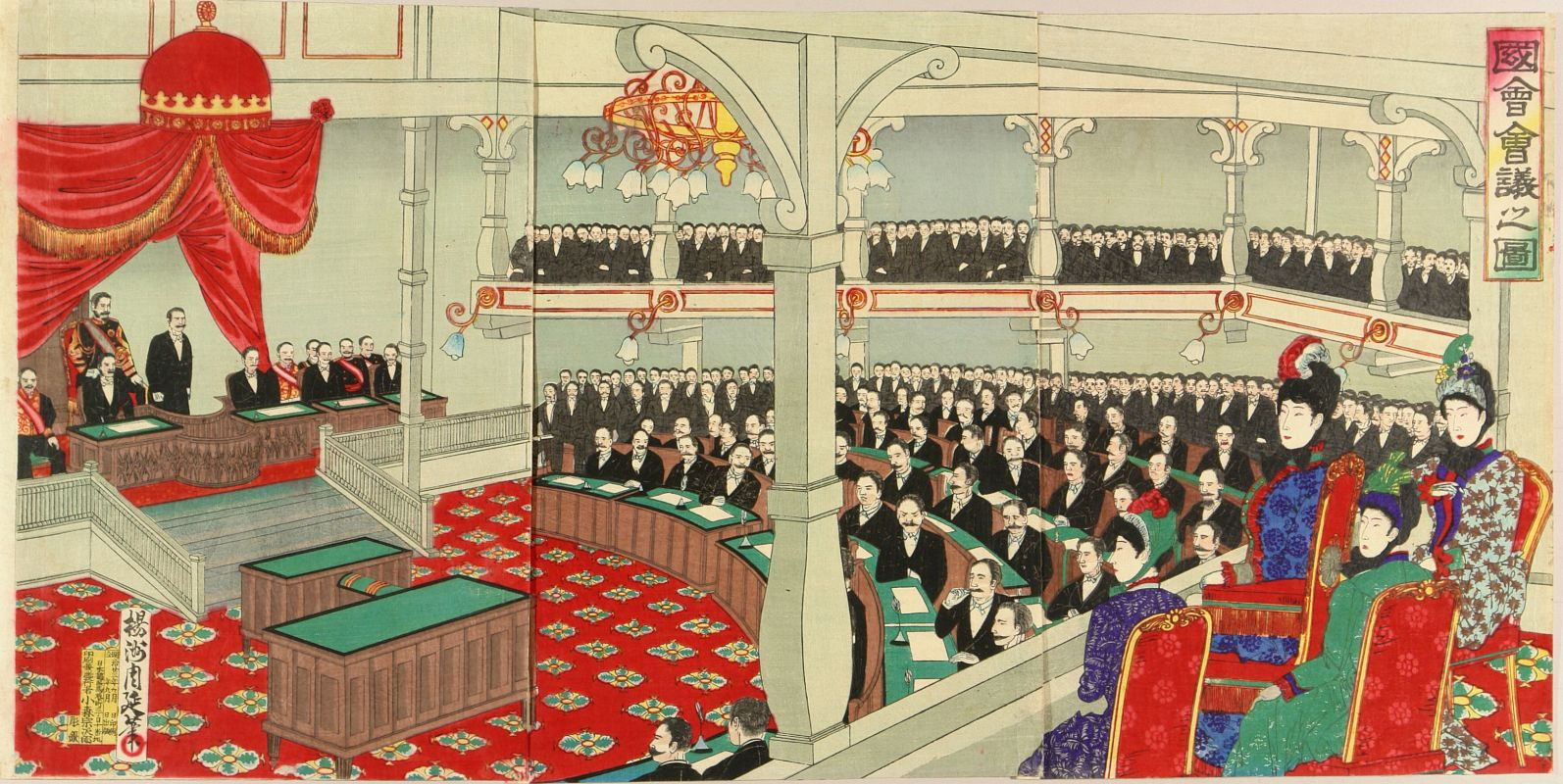
À la Diète japonaise
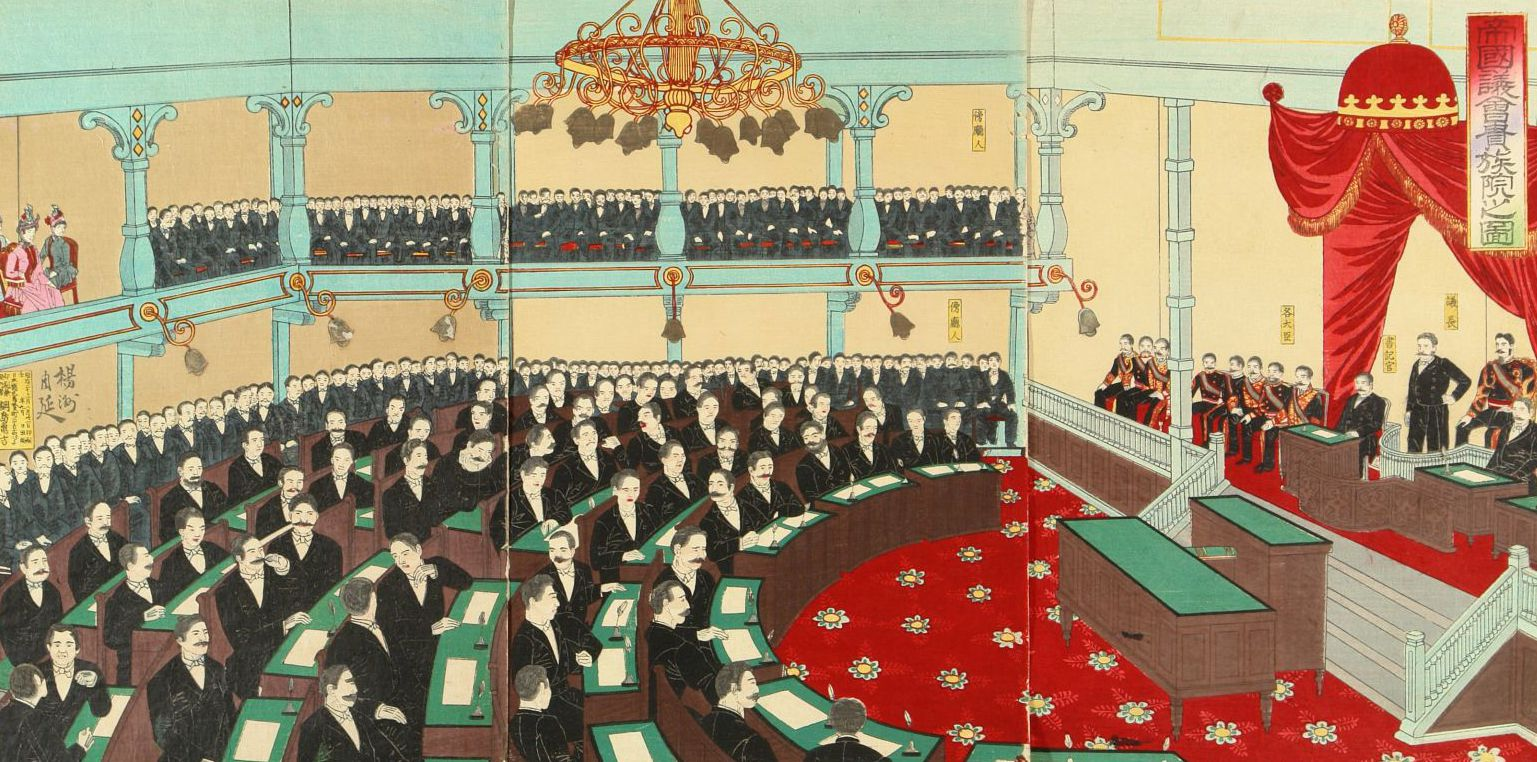
À la Chambre des pairs
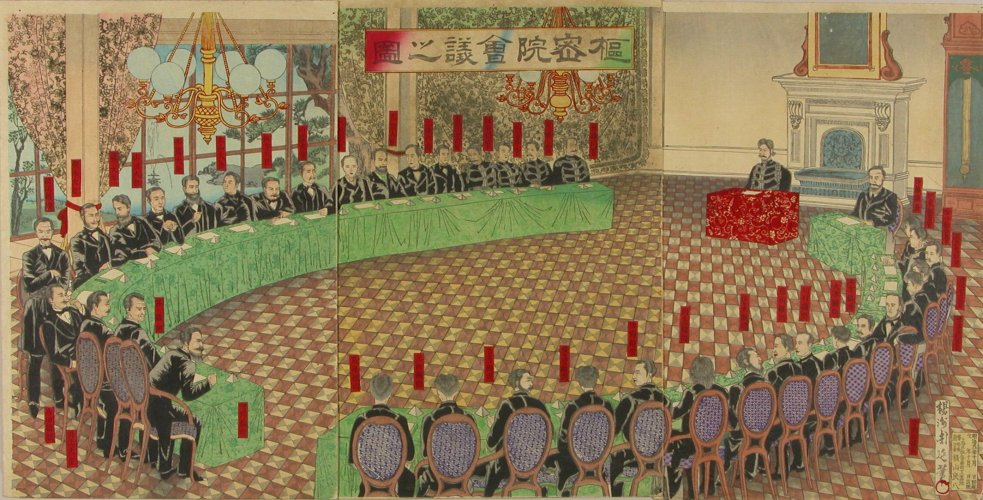
Une réunion du Conseil Privé

Histoire ancienne

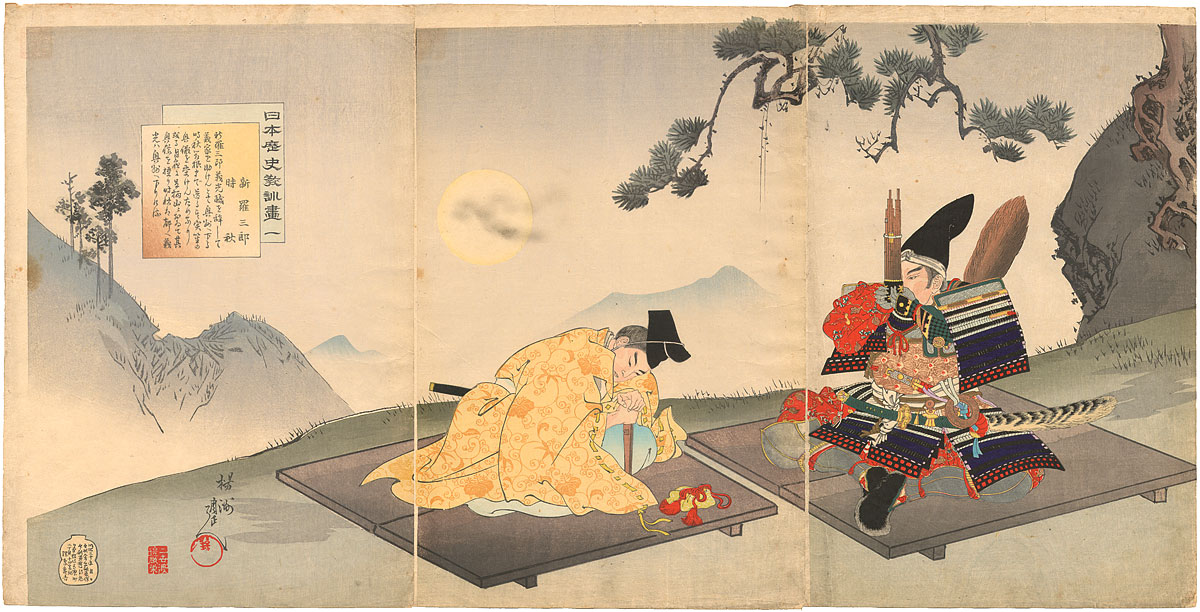
Série Nihon Rekishi Kyokun – Leçons de l'histoire du Japon - Shiragi Saburō et Tokiaki
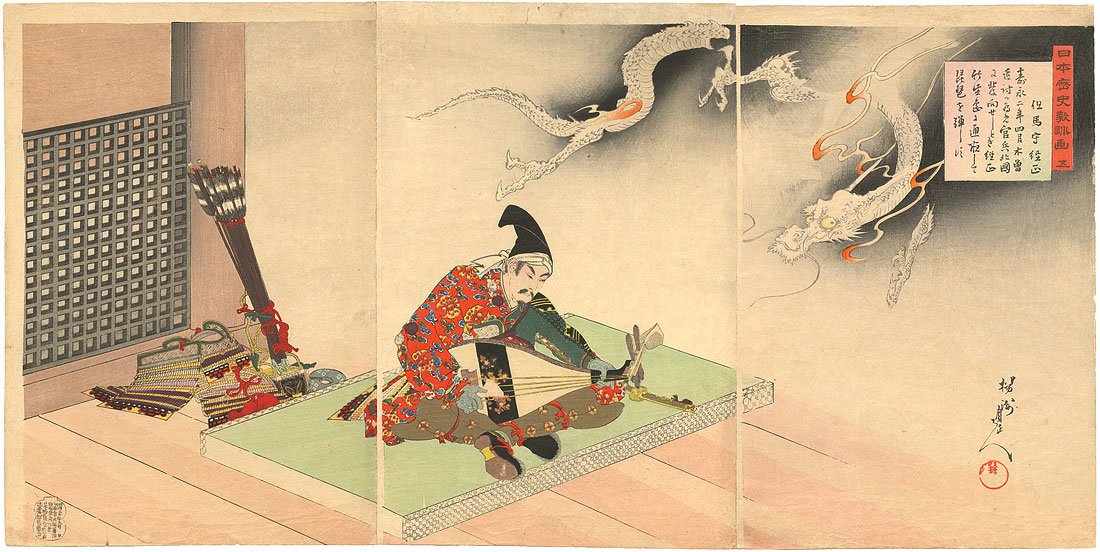
Série Nihon Rekishi Kyokun – Leçons de 'histoire du Japon - Tajima no kami Norimasa

#### Endroits connus
Beaux points de vue (名所絵, Meisho-e).
|  |  |  |  |

#### Portraits
肖像画 (Shōzō-ga).

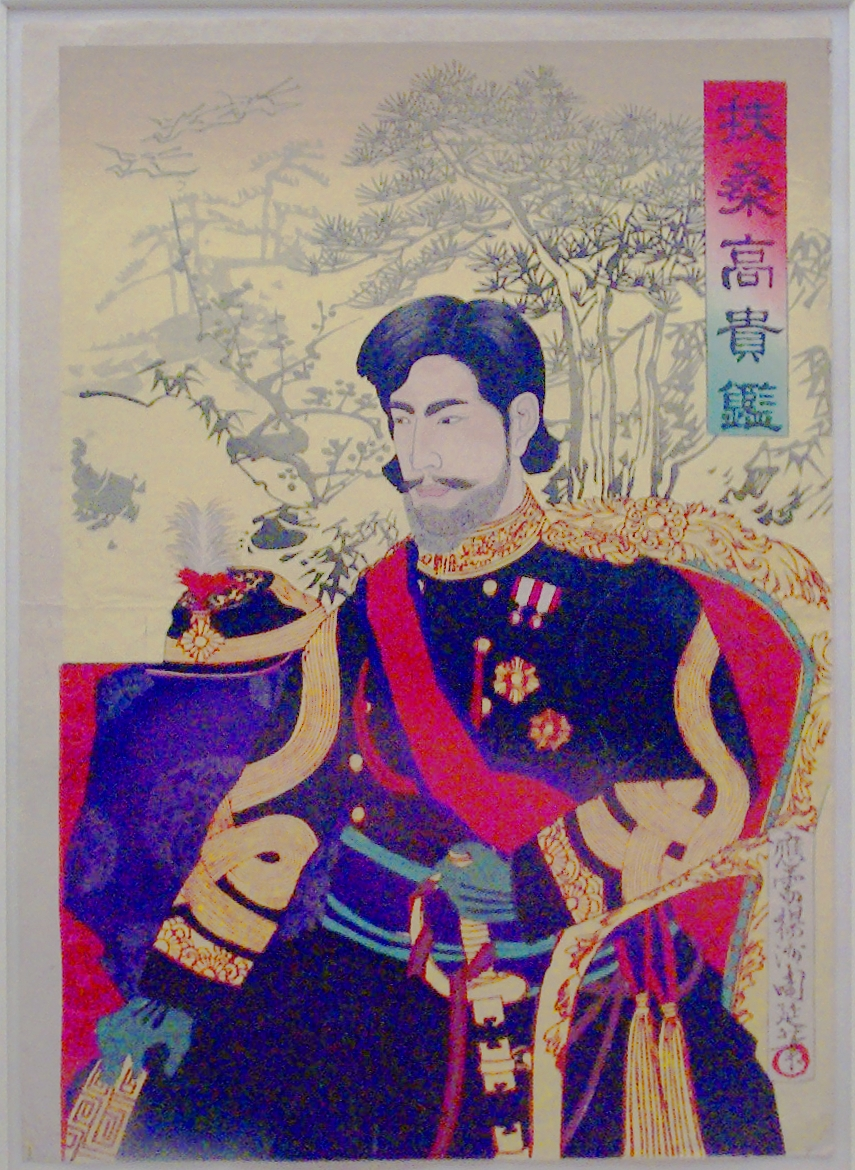
Empereur Meiji
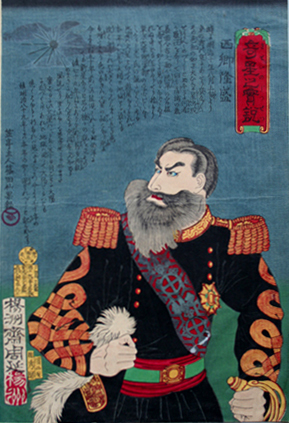
Saigō Takamori

#### Images divertissantes
文明開化絵 (Bunmei kaika-e).
|  |  |  |  |

#### Scènes de théâtre
« Scènes du kabuki, portraits d'acteurs » (役者絵, Yakusha-e).

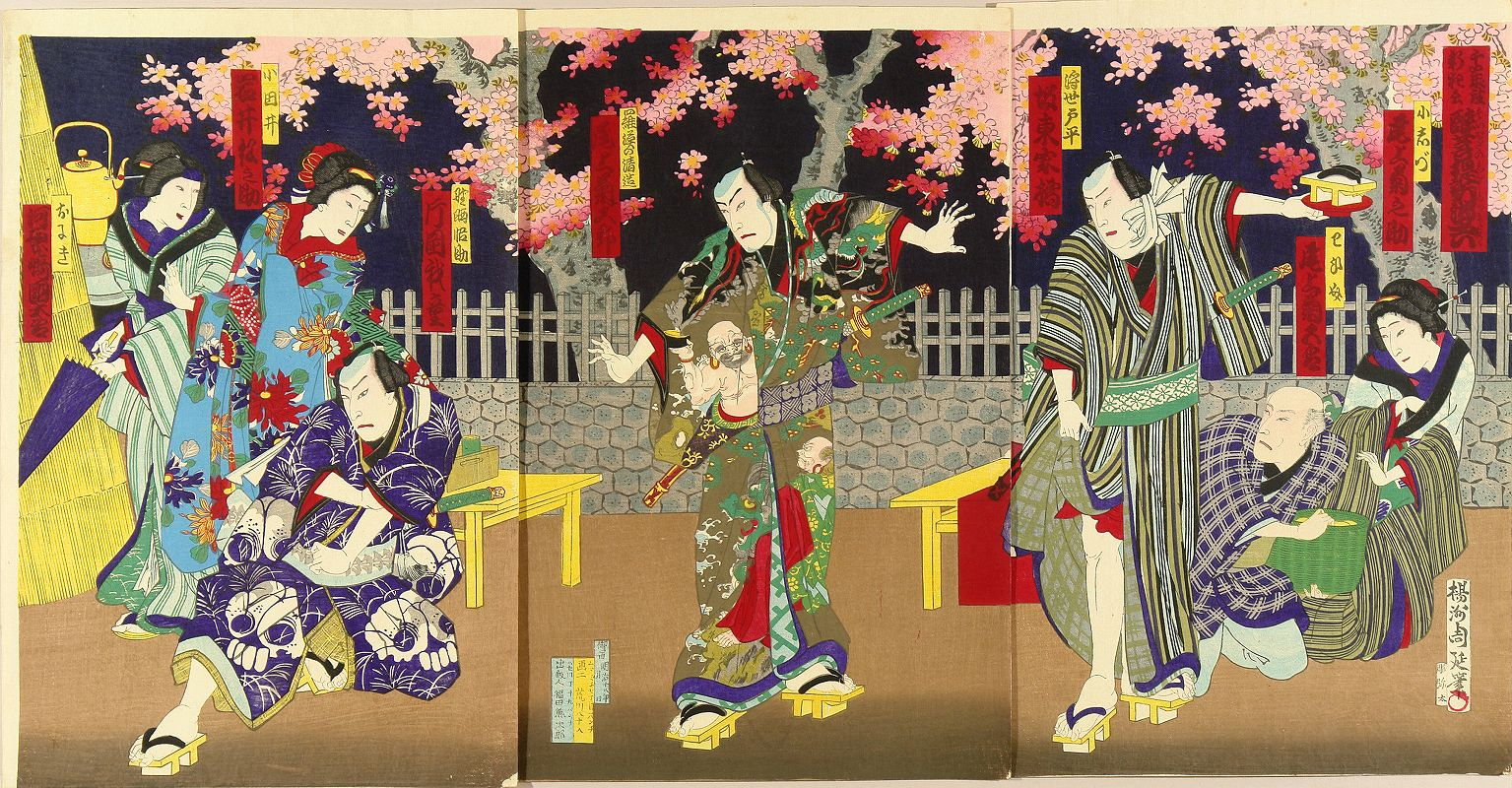
Scène du kabuki
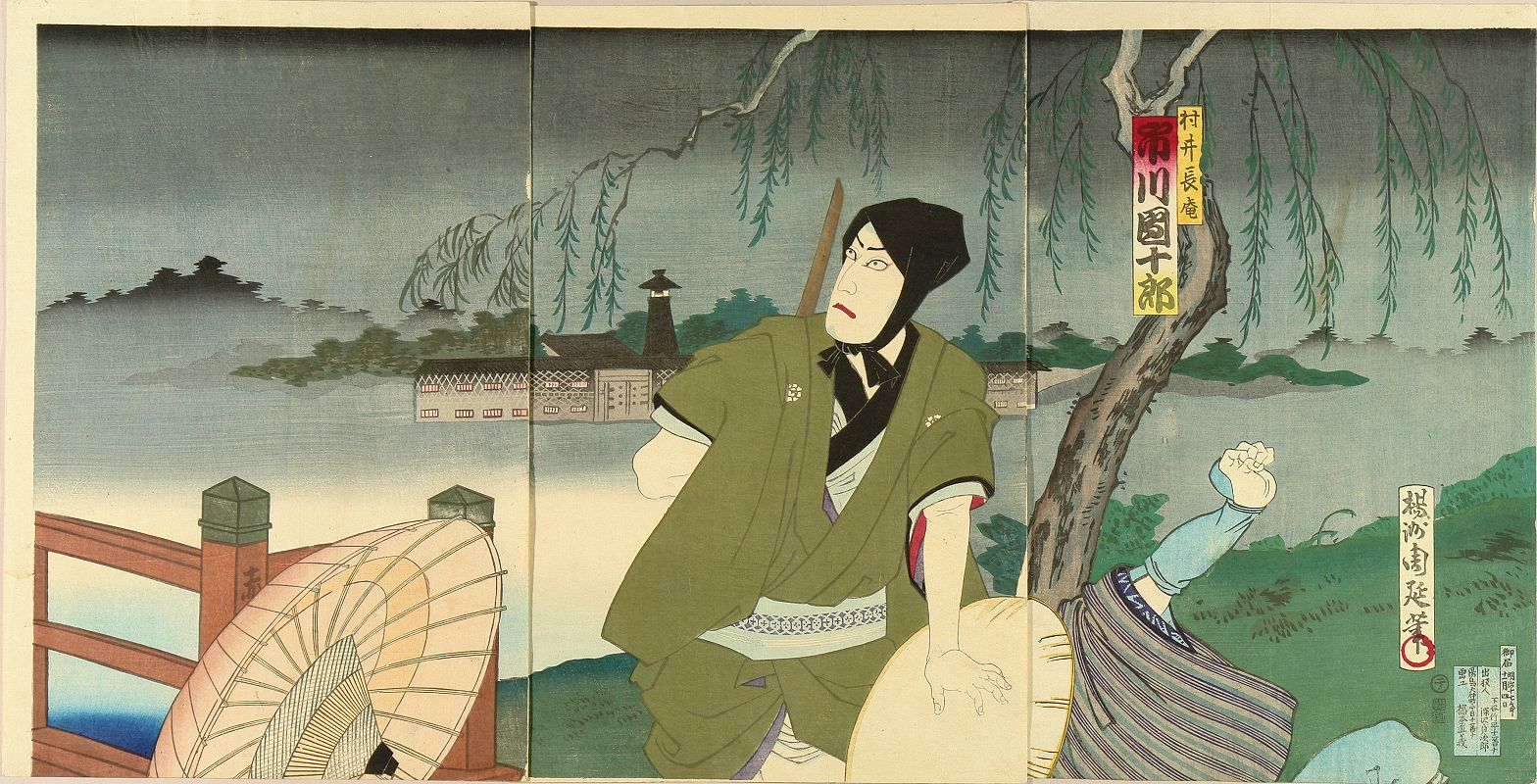
Scène du kabuki
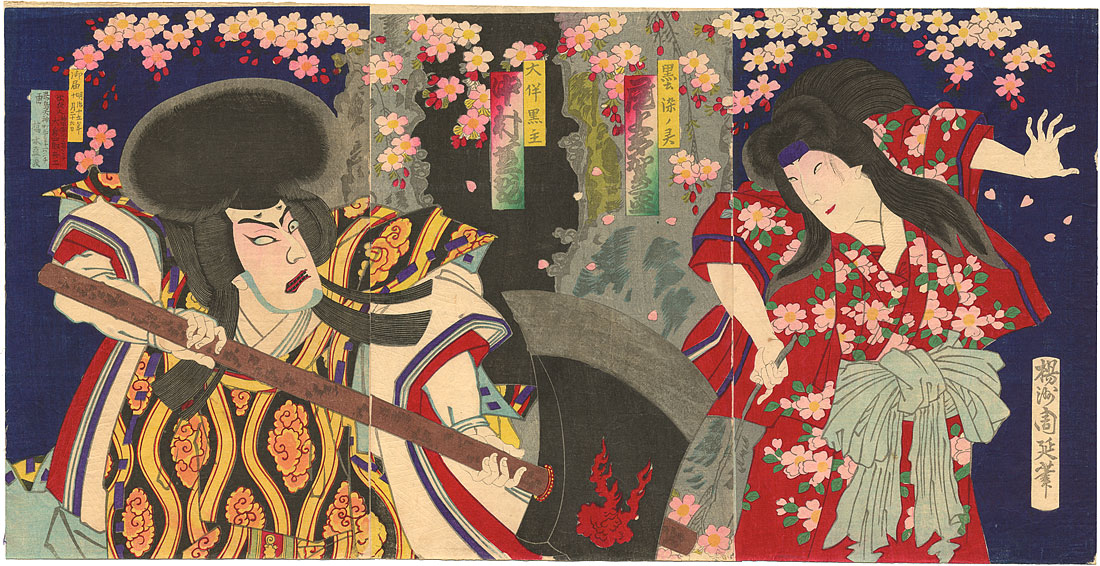
Kuronushi essaye d'abattre un cerisier[9].
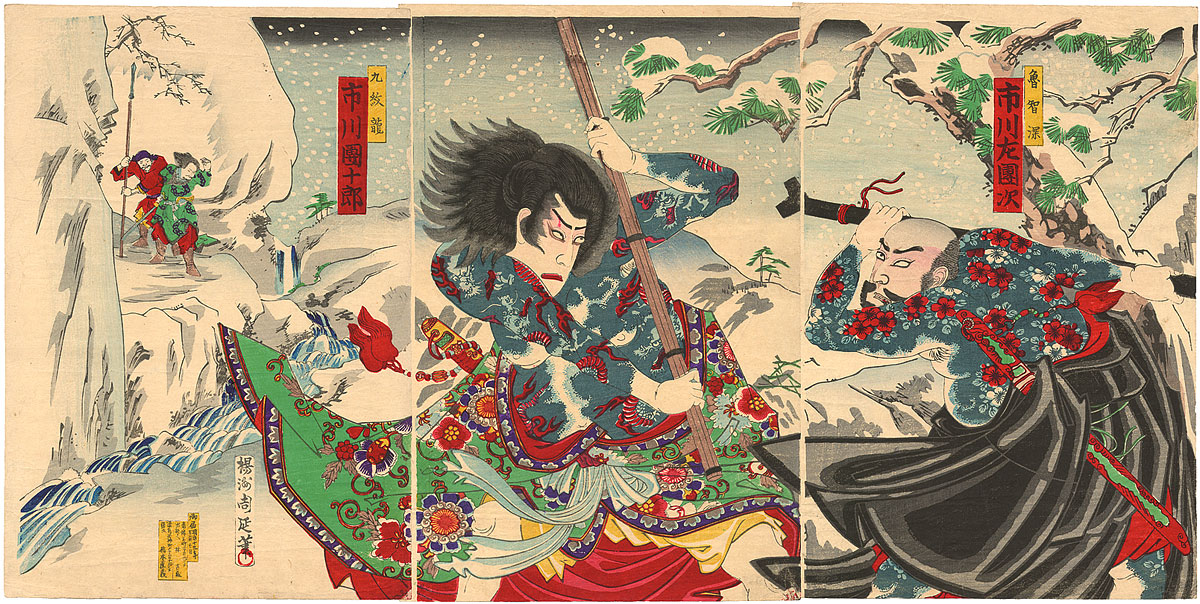
Scène de kabuki
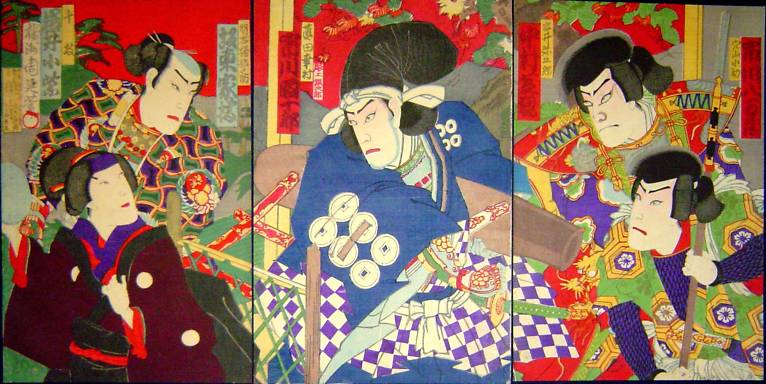
Scène de kabuki représentant un samouraï du Sanada portant un cannon
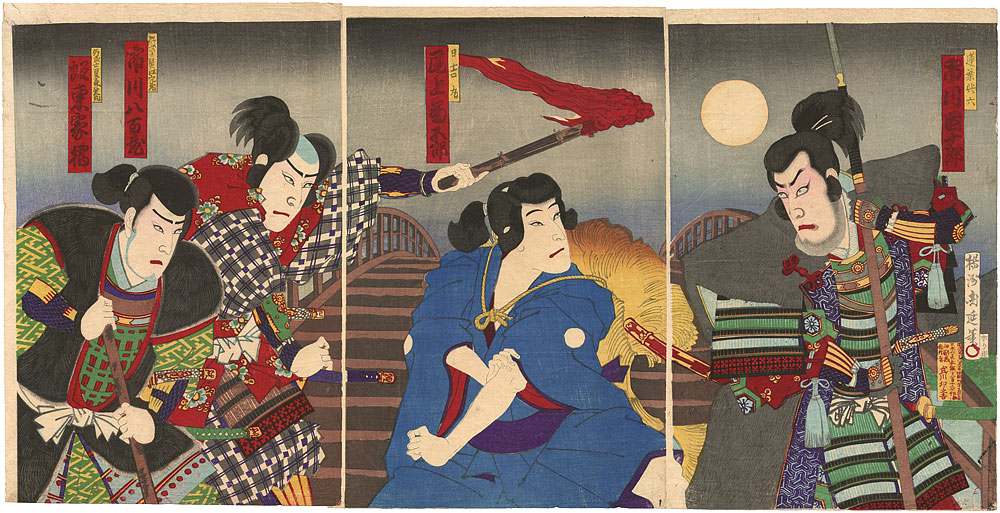
Scène de kabuki

#### Estampes commémoratives
死絵 (Shini-e).

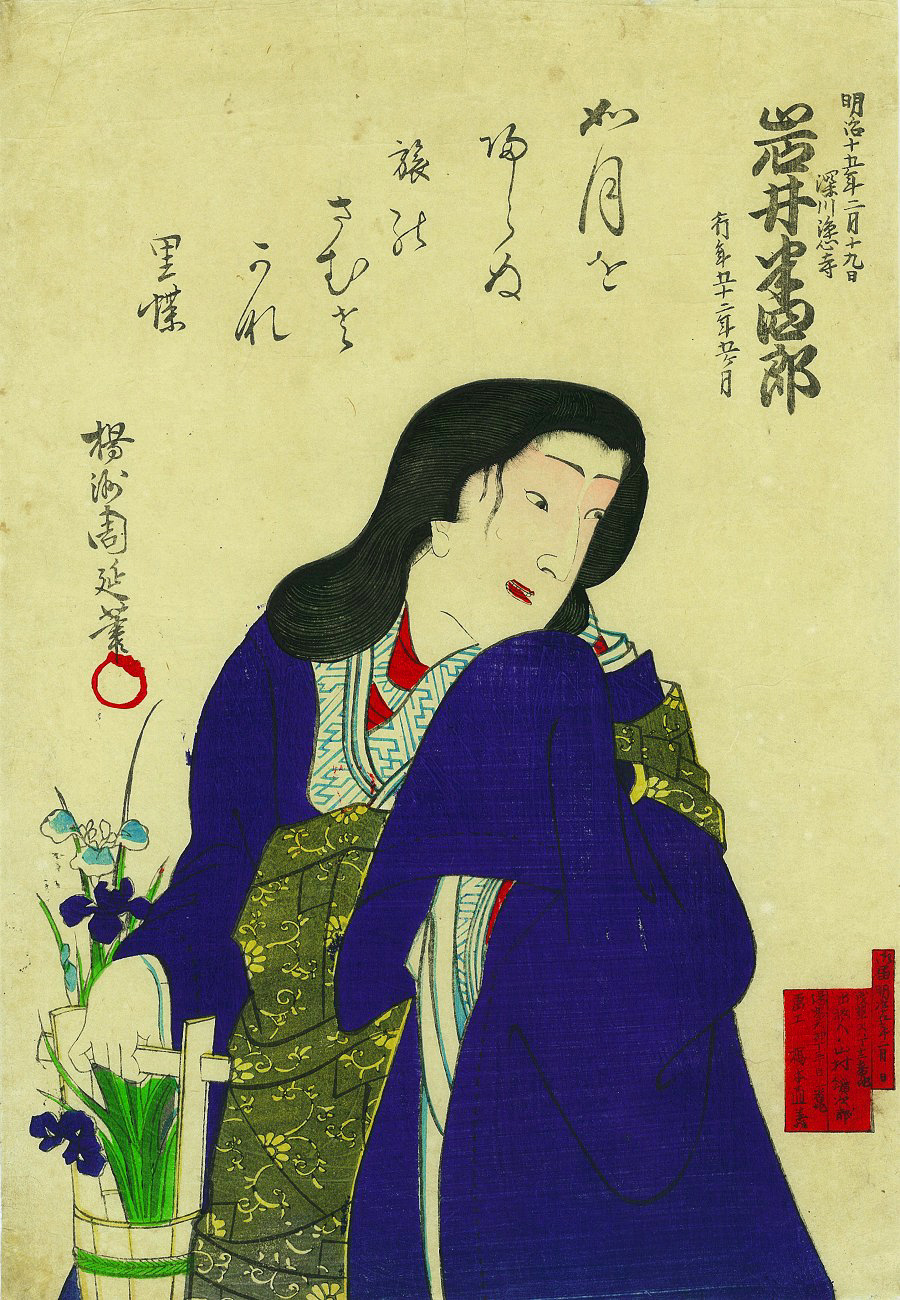
Iwai Hanshiro VIII,  1829-1882
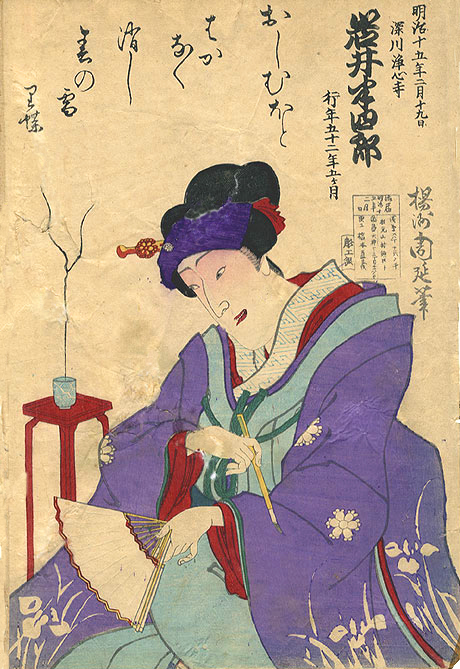
Iwai Hanshiro VIII

#### Distractions de femmes
« Étiquette et manières pour femmes » (女禮式, joreishiki).

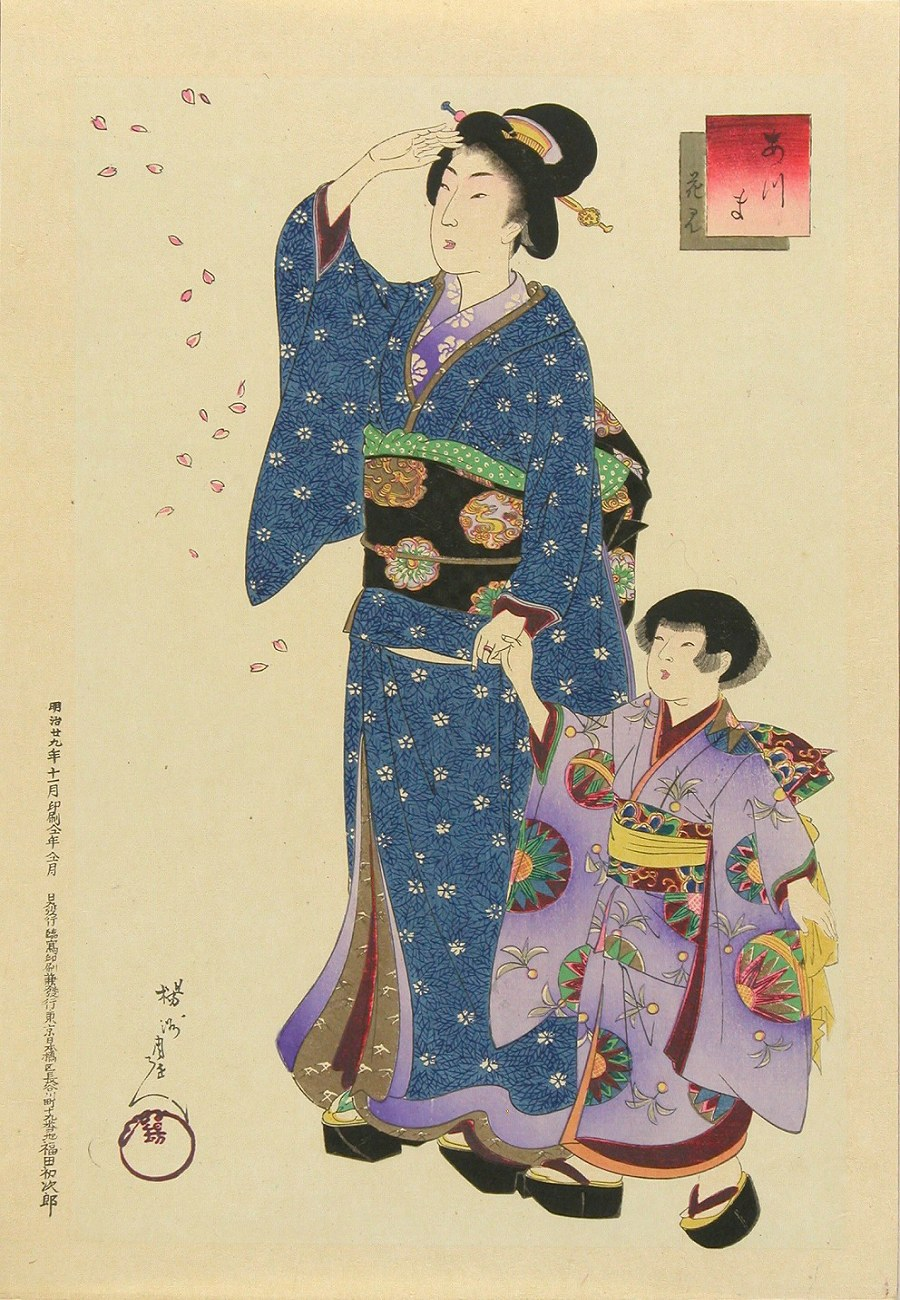
Série Azuma kai : La chute des cerisiers en fleurs (hanami)
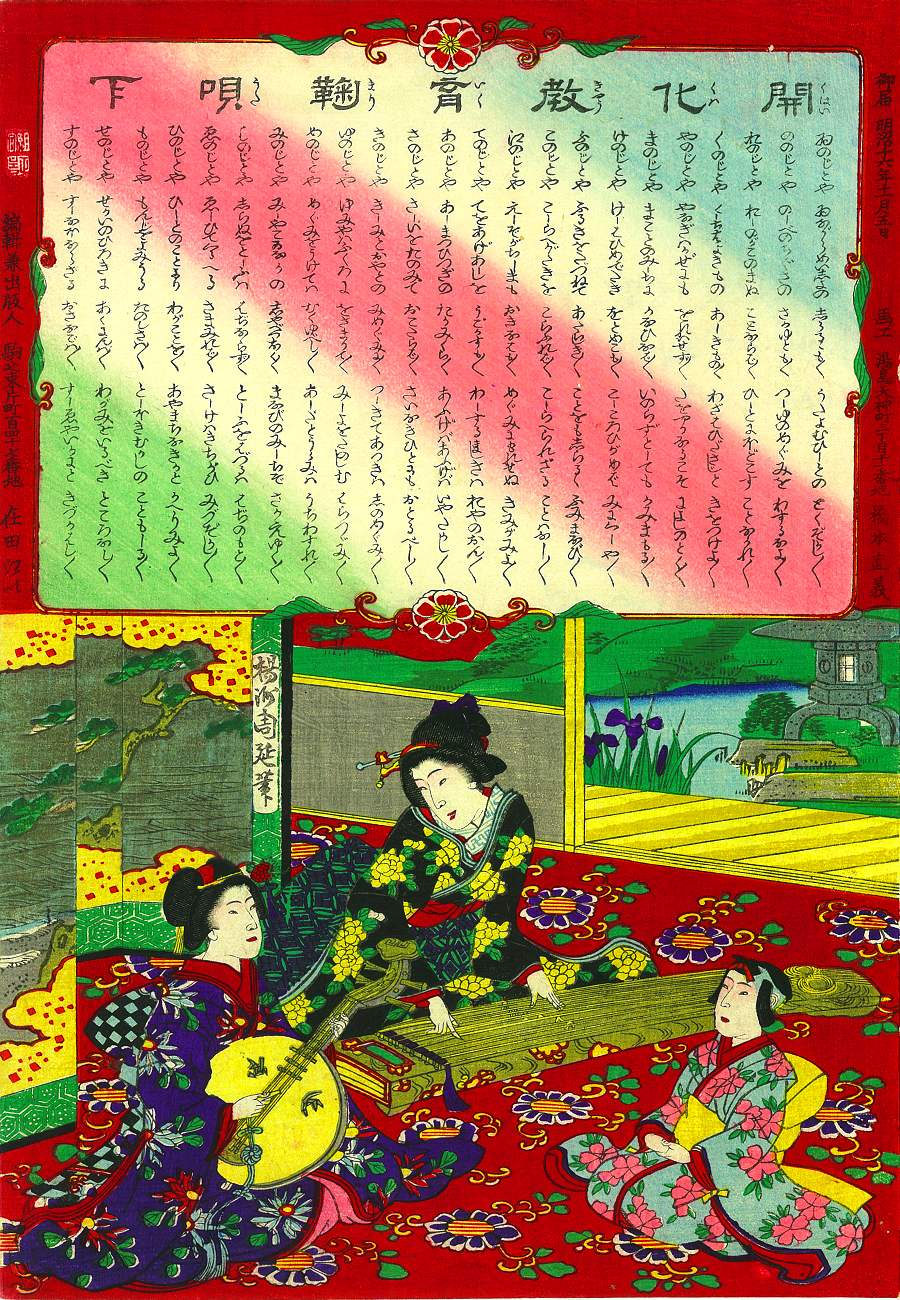
Série Kaika kyōiku mari uta : Leçon de chant avec koto et gekkin
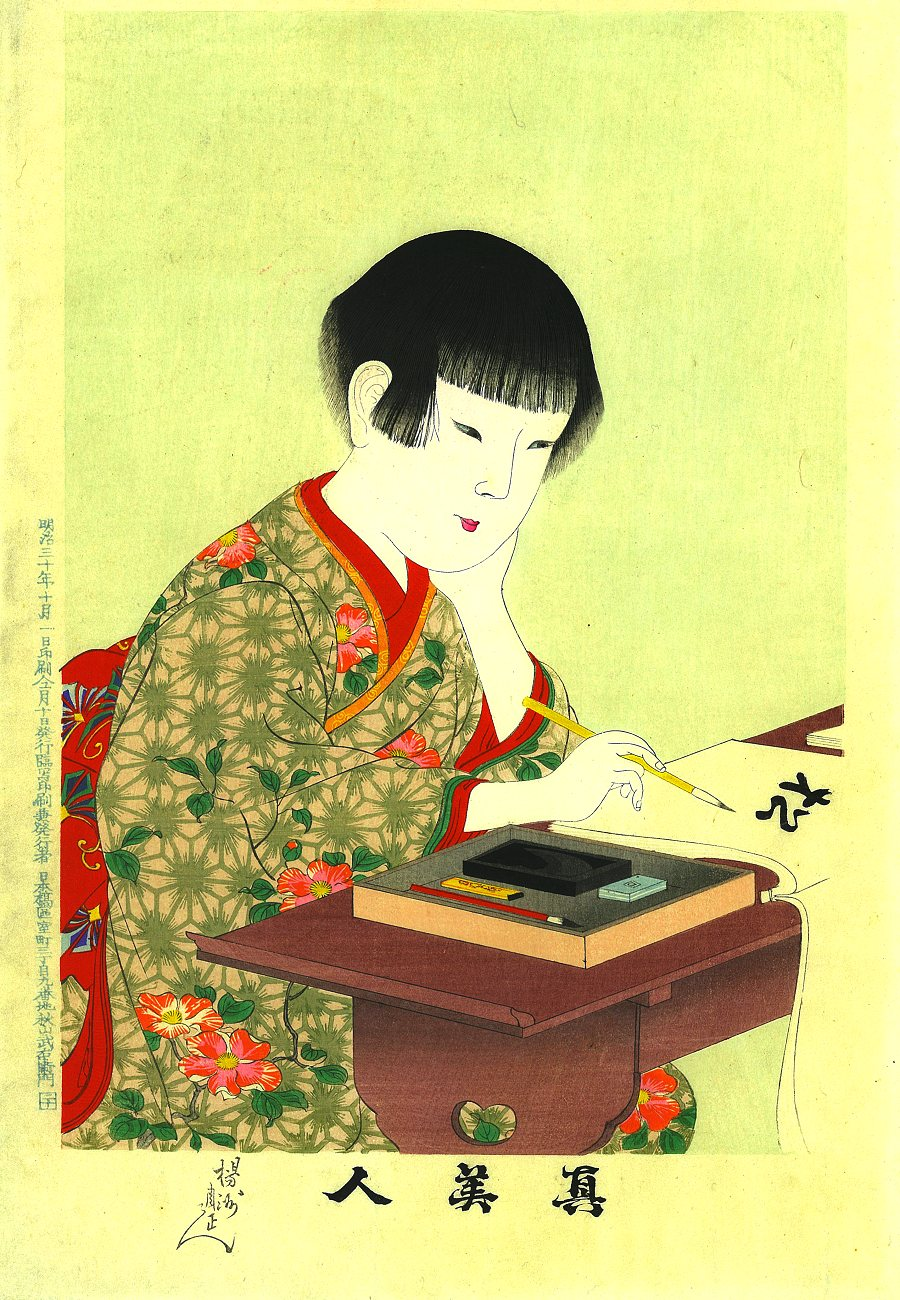
Série Shin bijin : La pratique du kanji
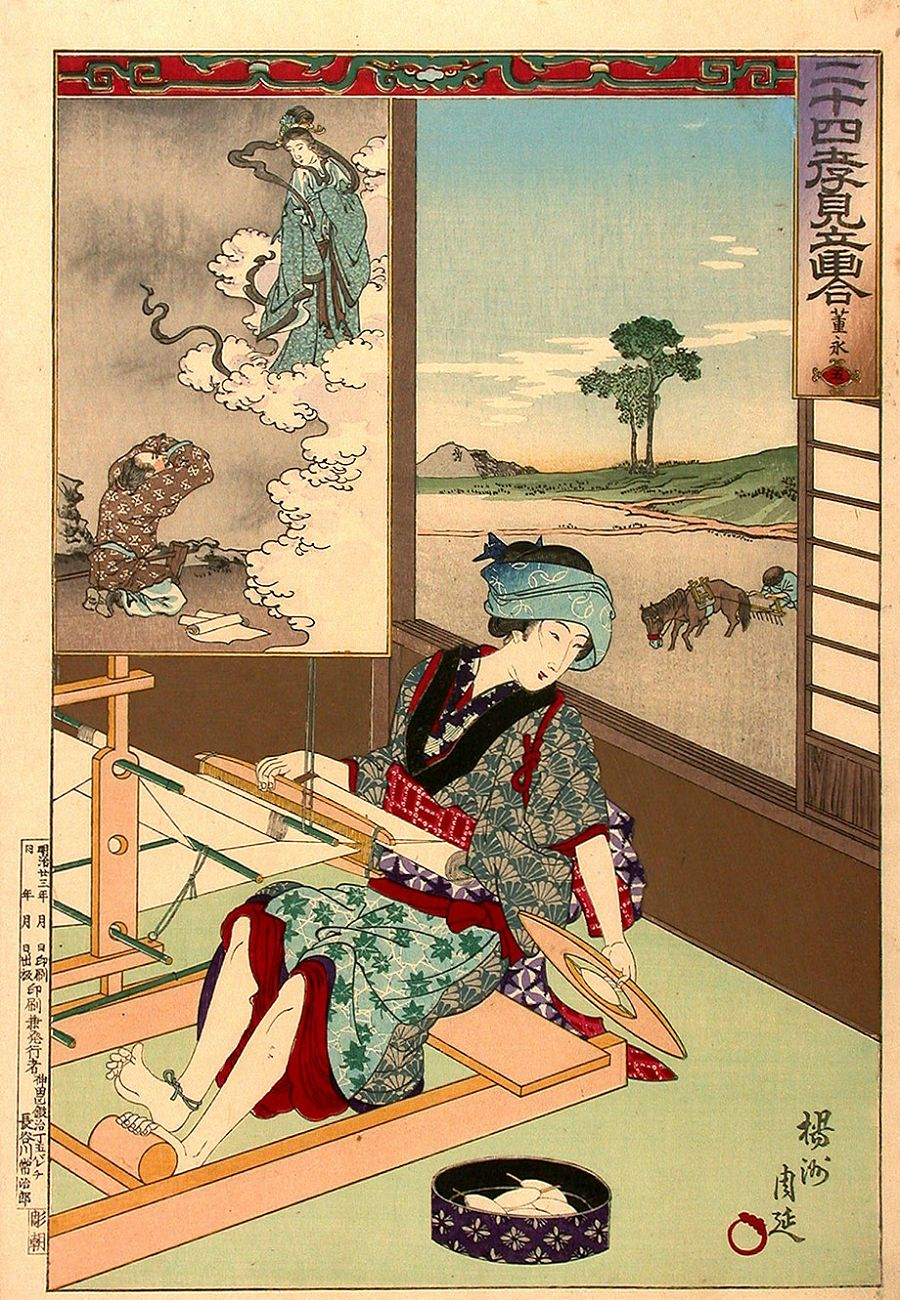
Série Nijūshi kō mitate e awase : Le tissage de Tōei
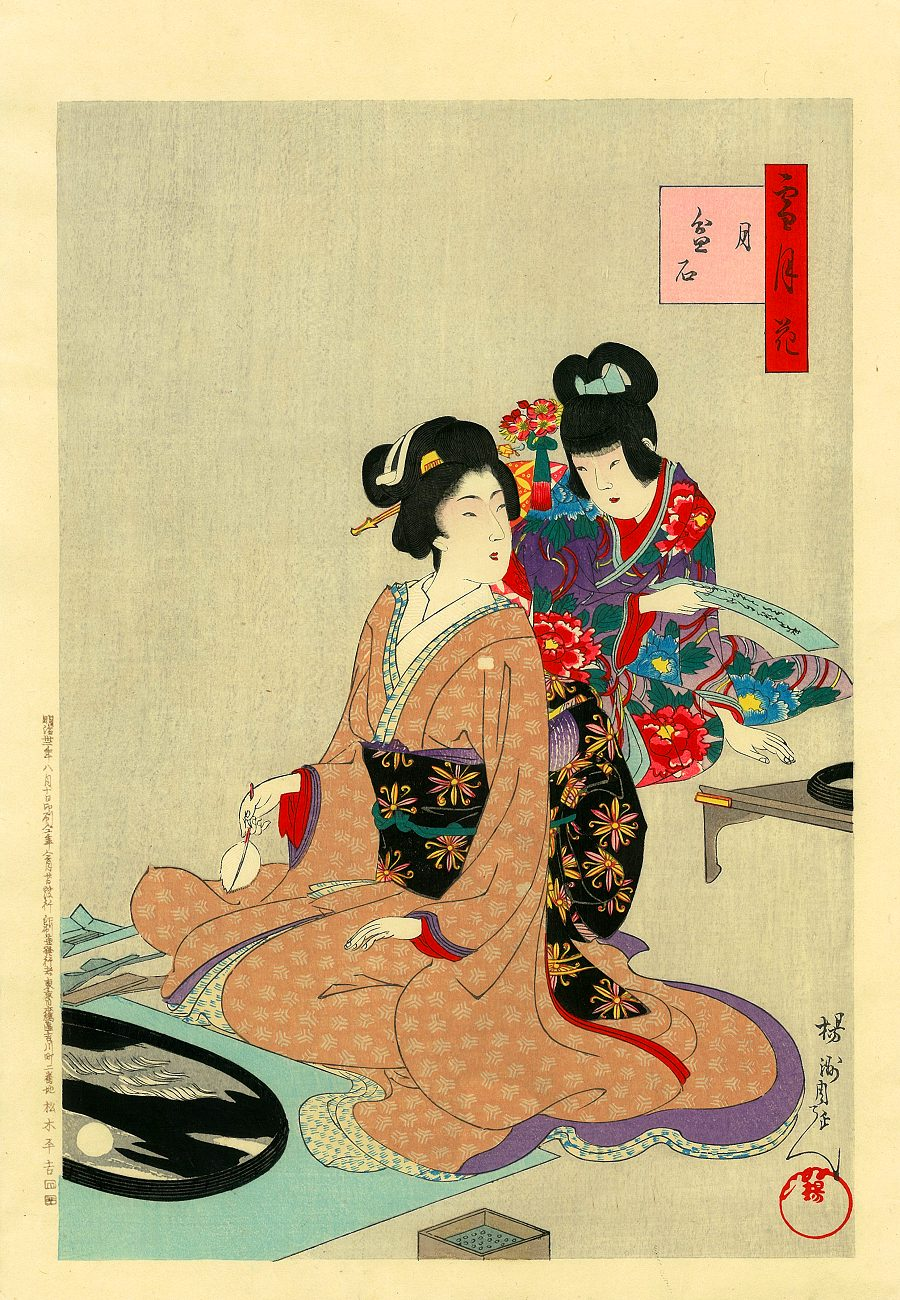
Série Setsu gekka : Réalisation de bonkei
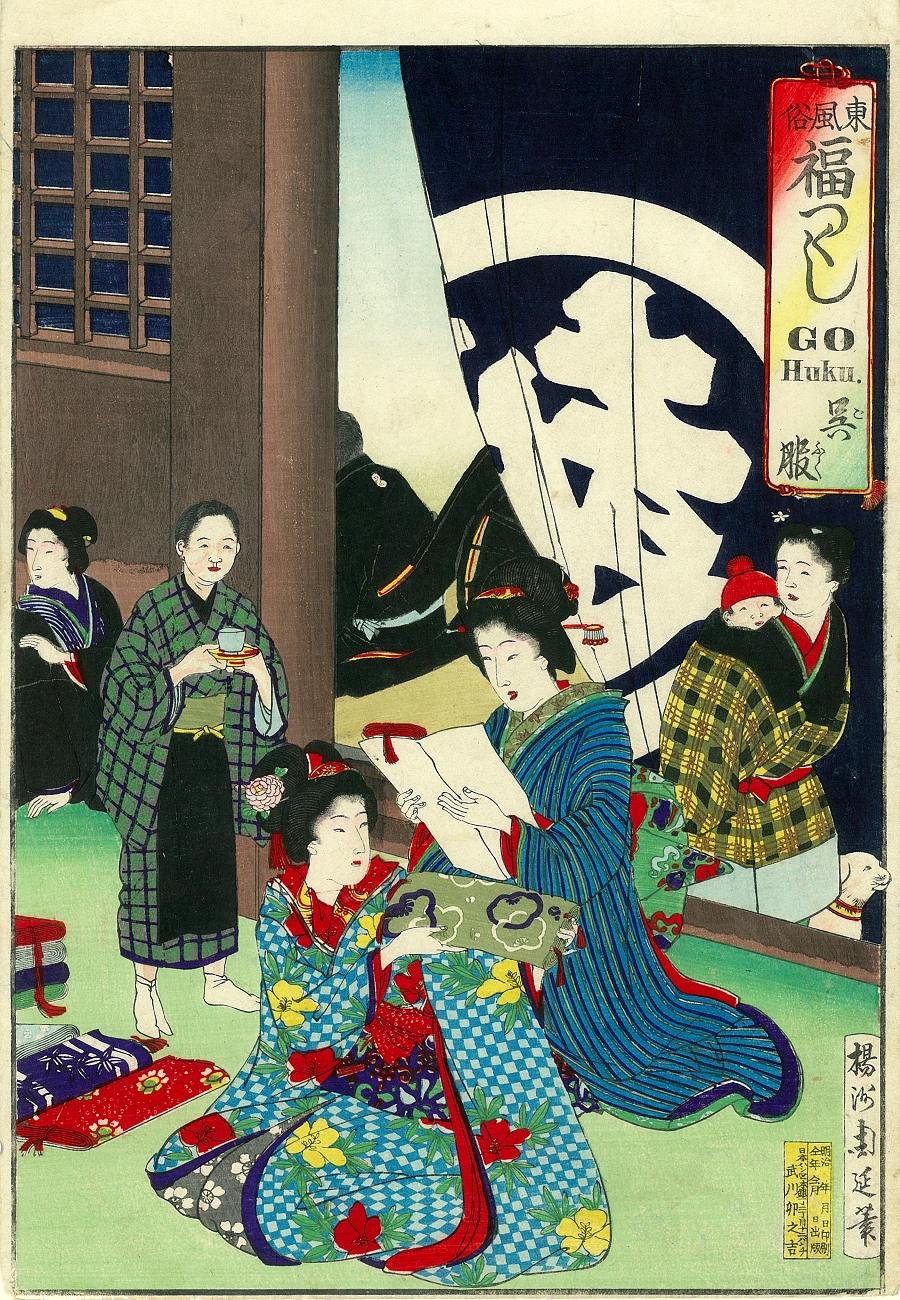
Série Azuma fūzoku fuku tsukushi : Achat de tissu pour kimono chez le drapier
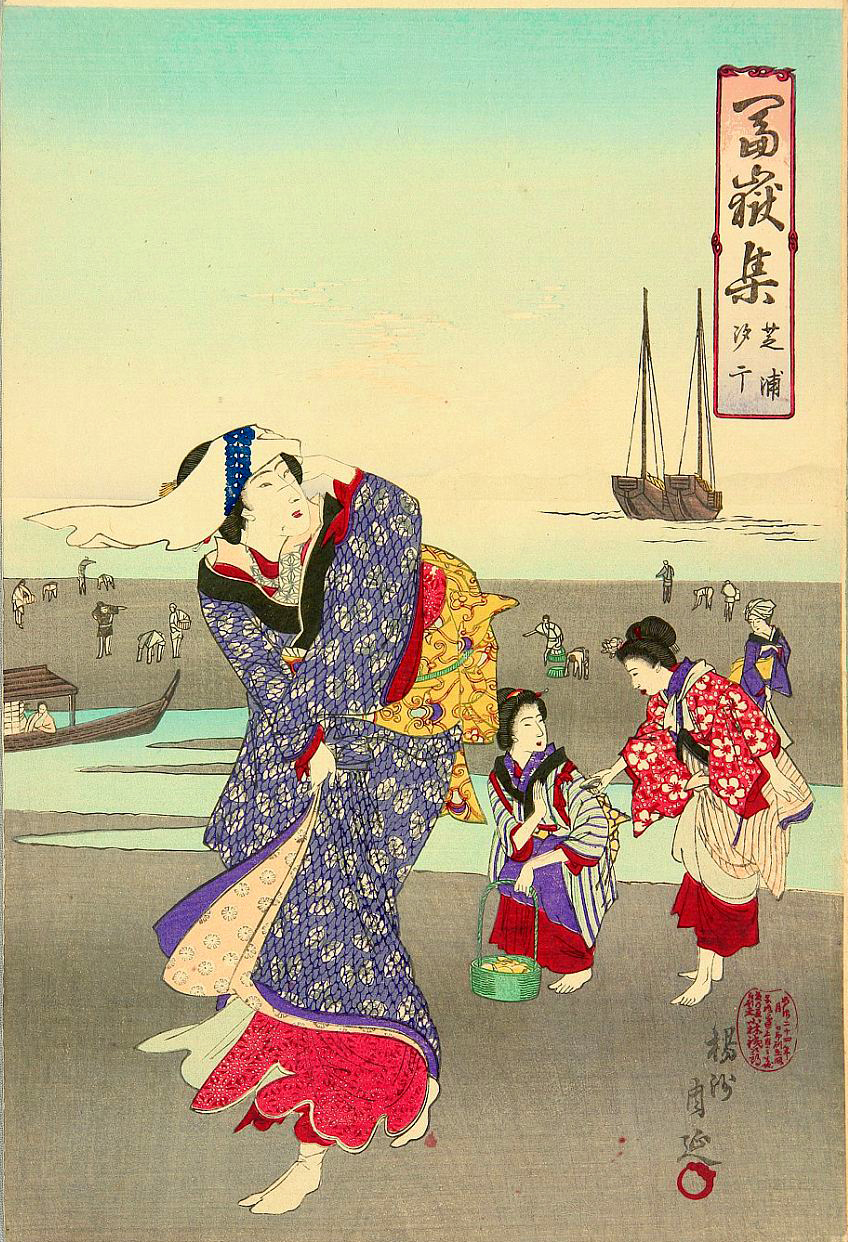
Série Fugaku shū : Femme ramassant des palourdes sur la plage

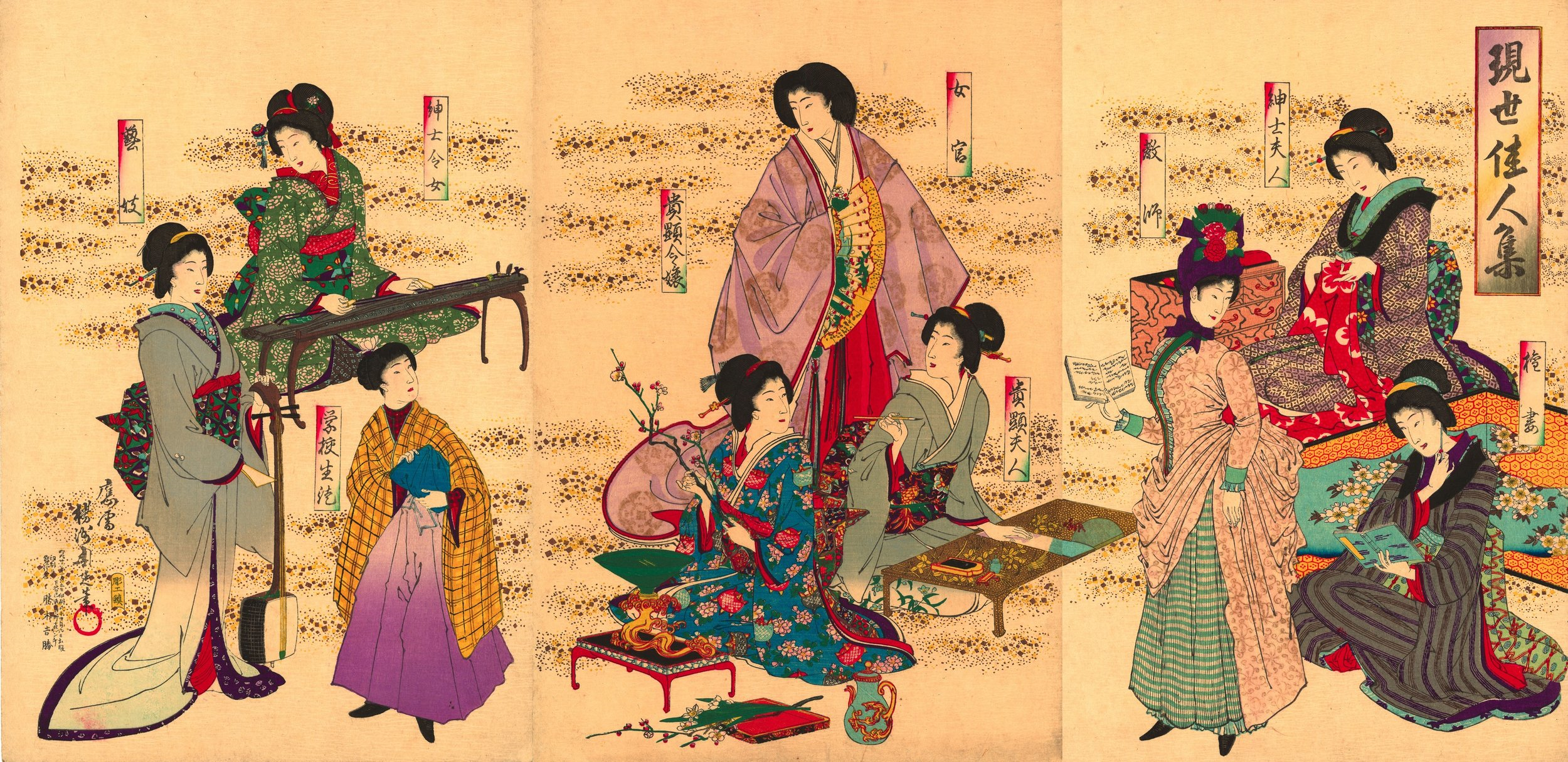
Passe-temps habituel de l'ère Meiji
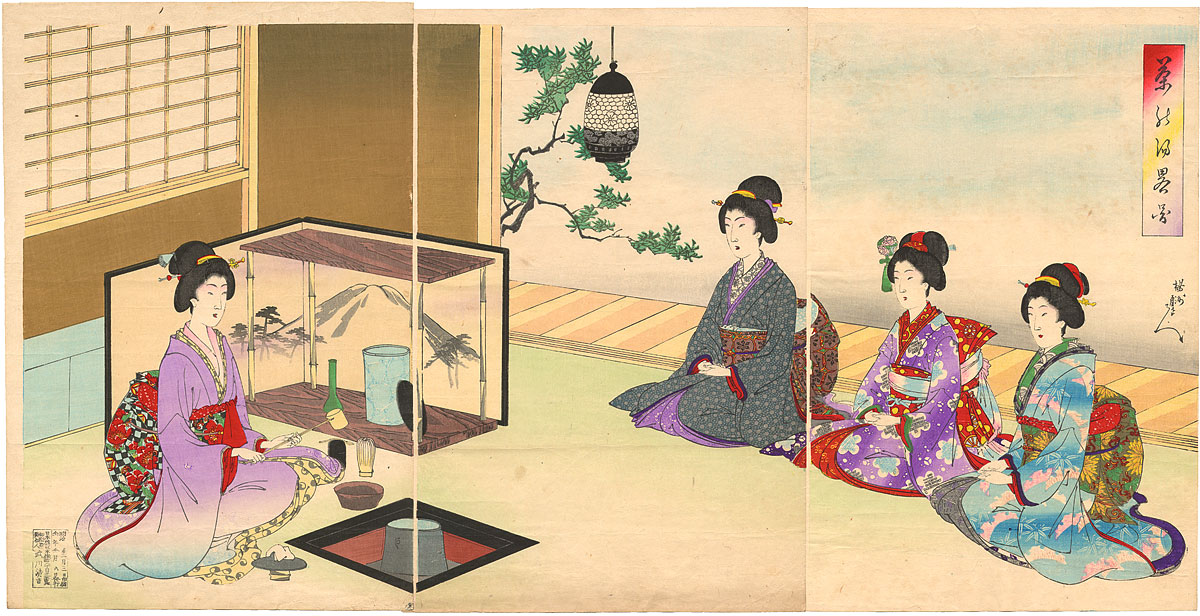
Cérémonie de thé japonaise
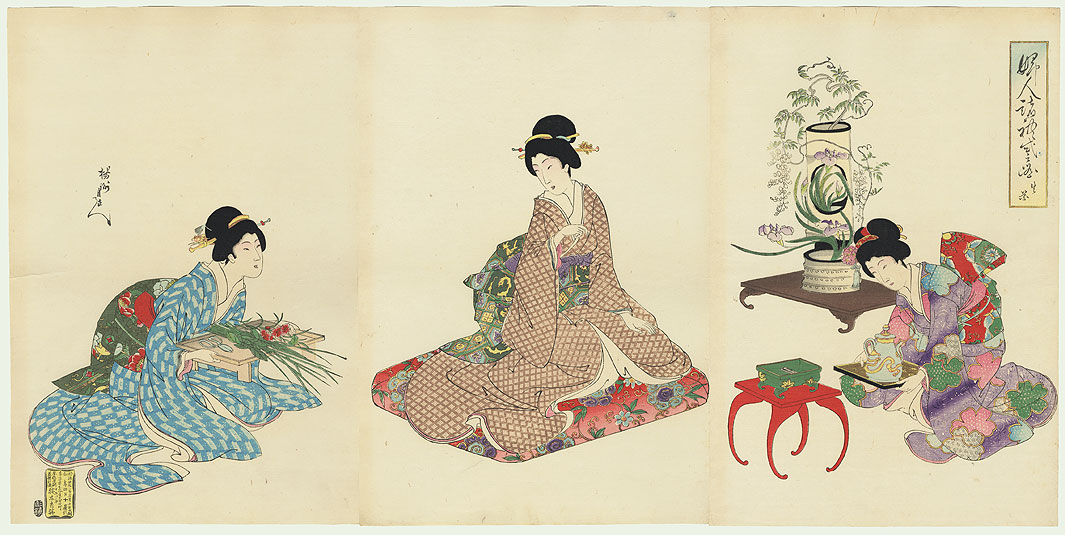
Arrangement japonais de fleurs Ikebana

#### Images de l'Empereur Meiji

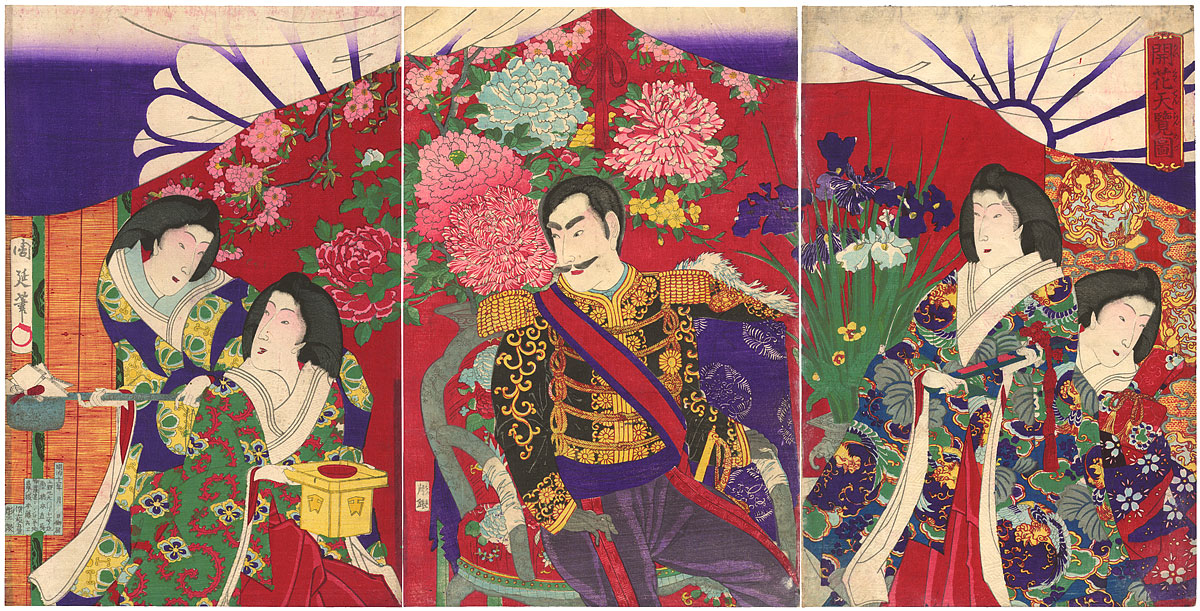
L'empereur Meiji à une exposition florale
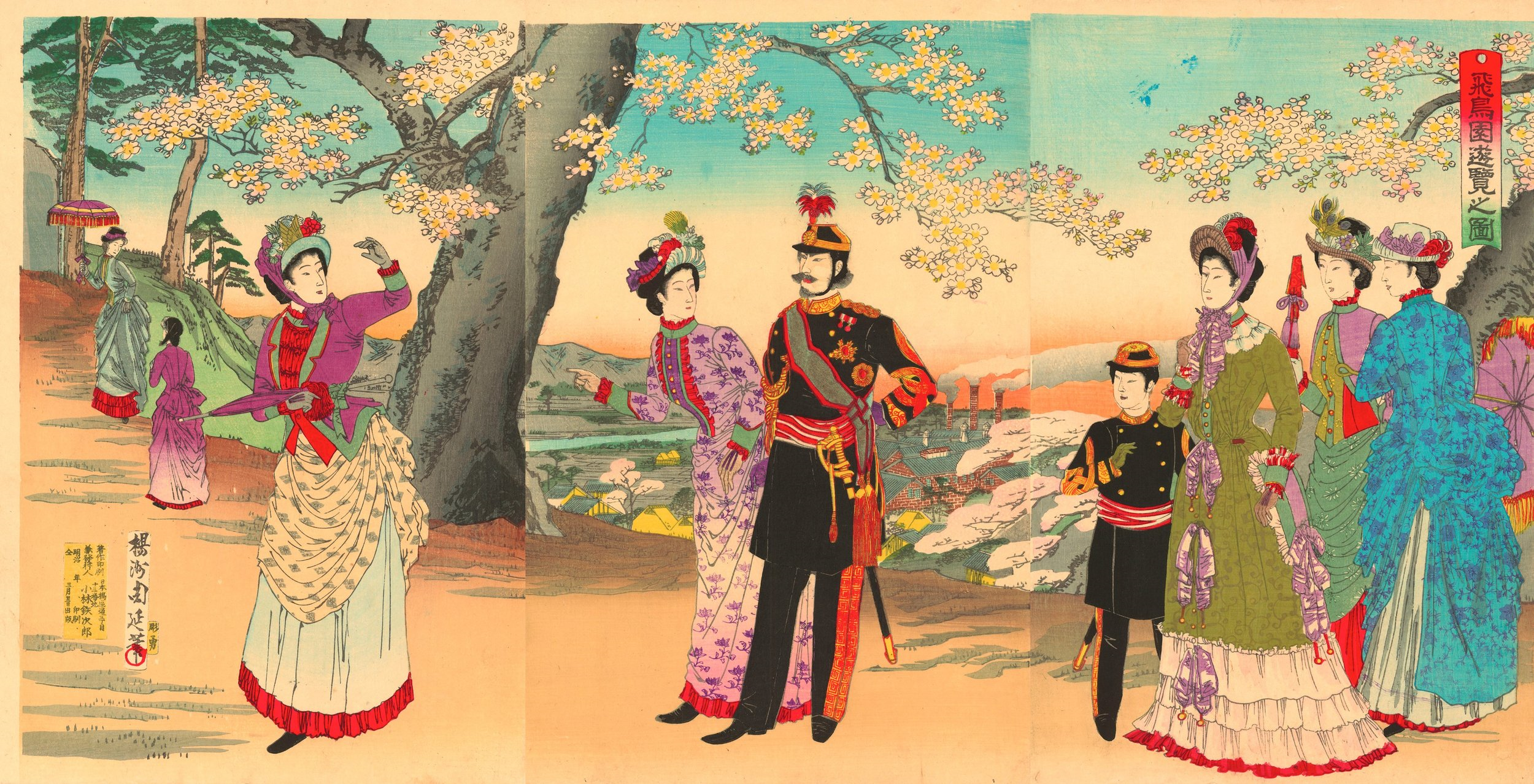
L'empereur Meiji au parc Asukayama
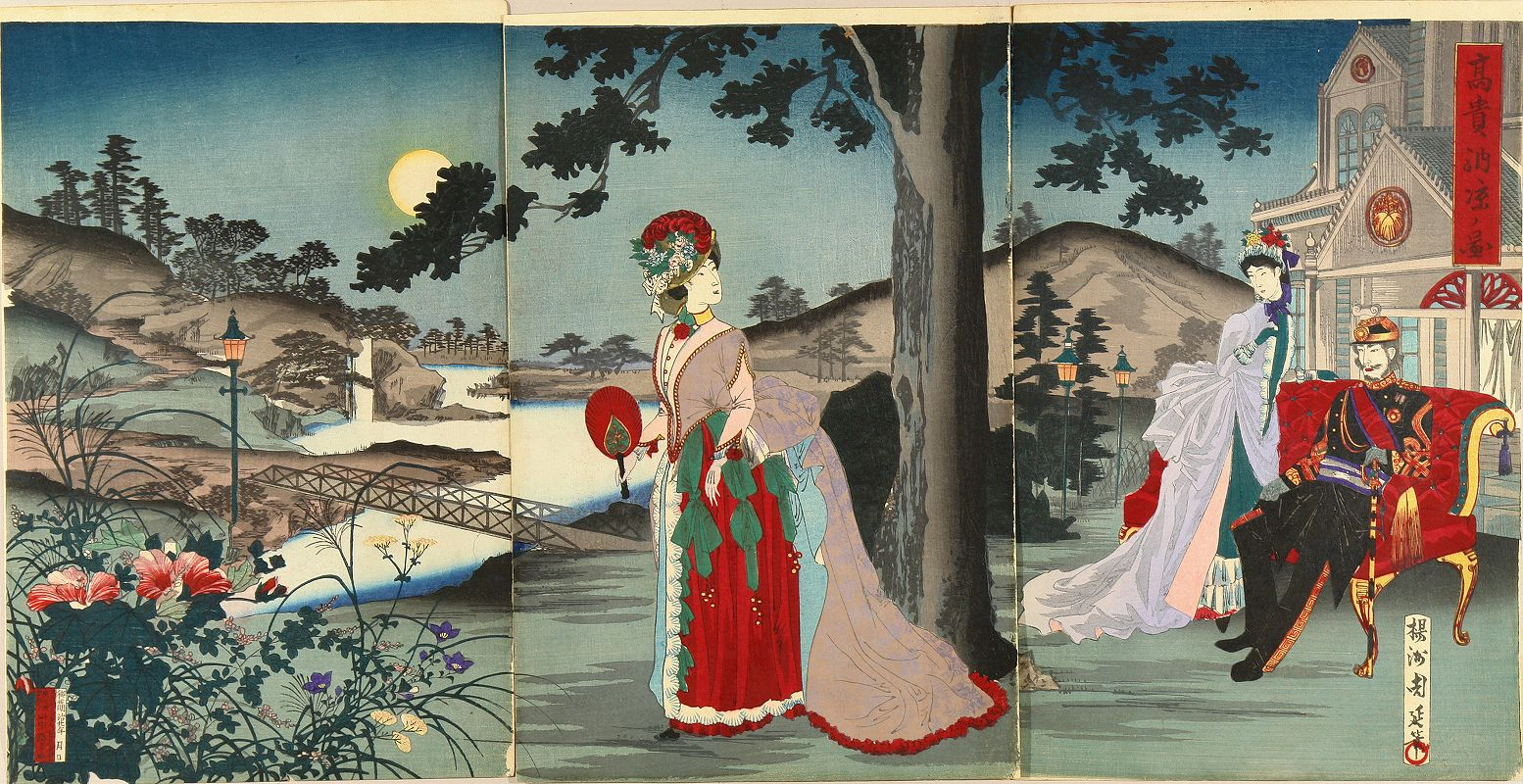
L'empereur Meiji apprécie la fraîcheur du soir

#### Images contrastées
見立絵 ()

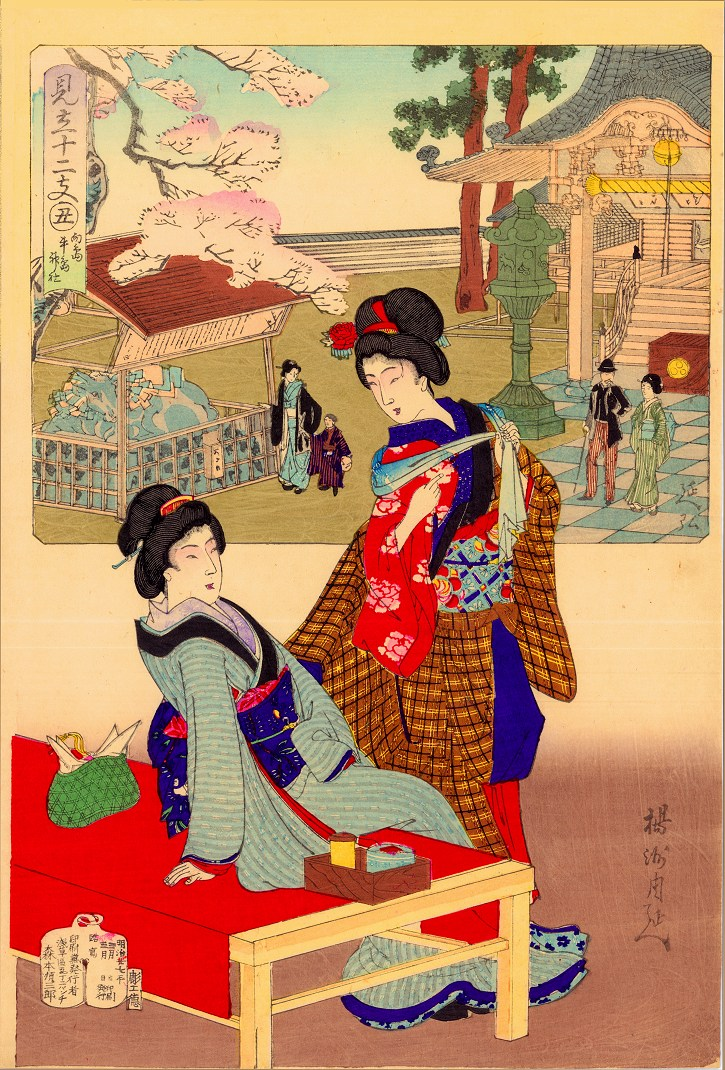
Série Mitate jūni shi, le signe du taureau
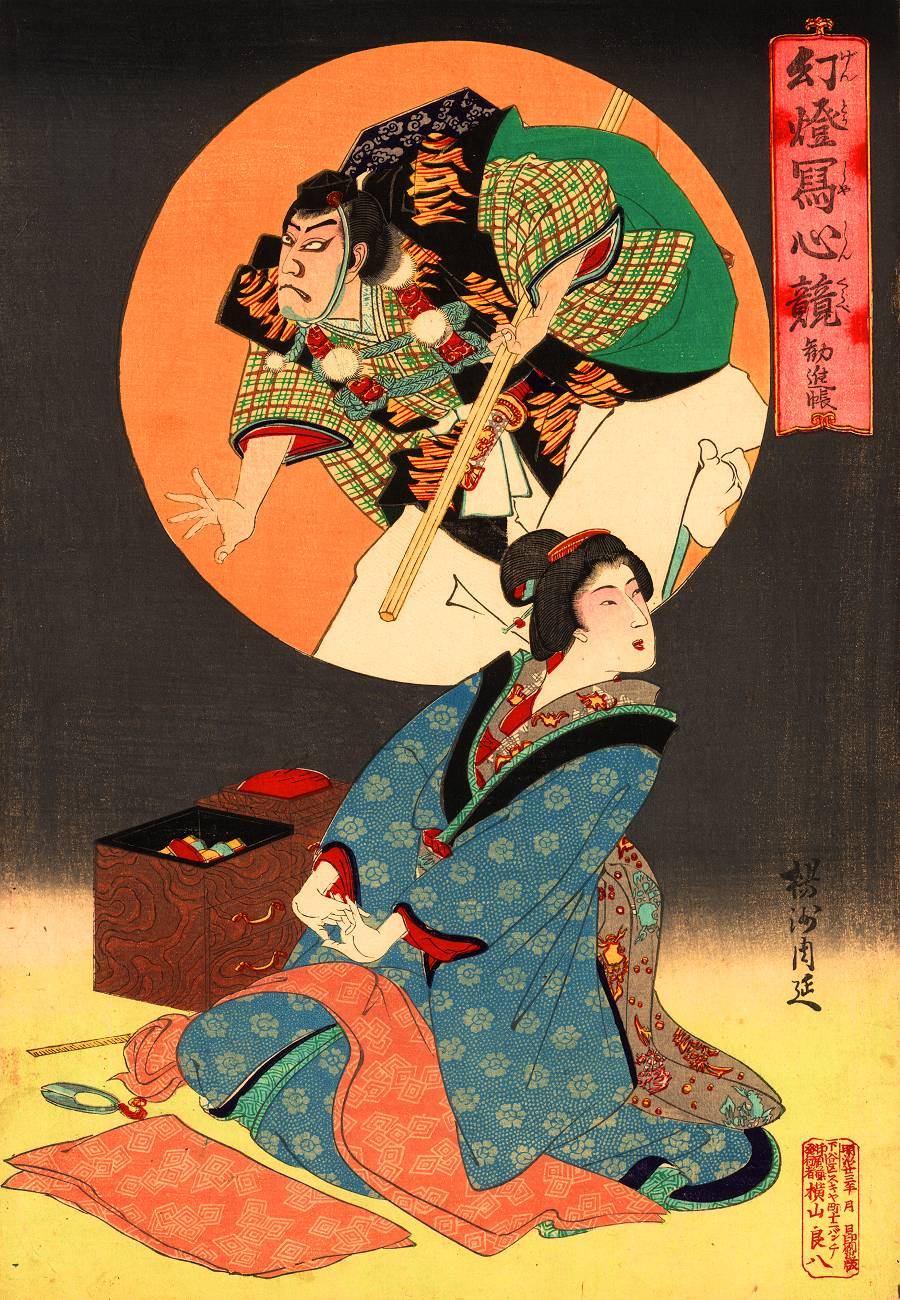
Série Gentō shashin kurabe Kanjinchō
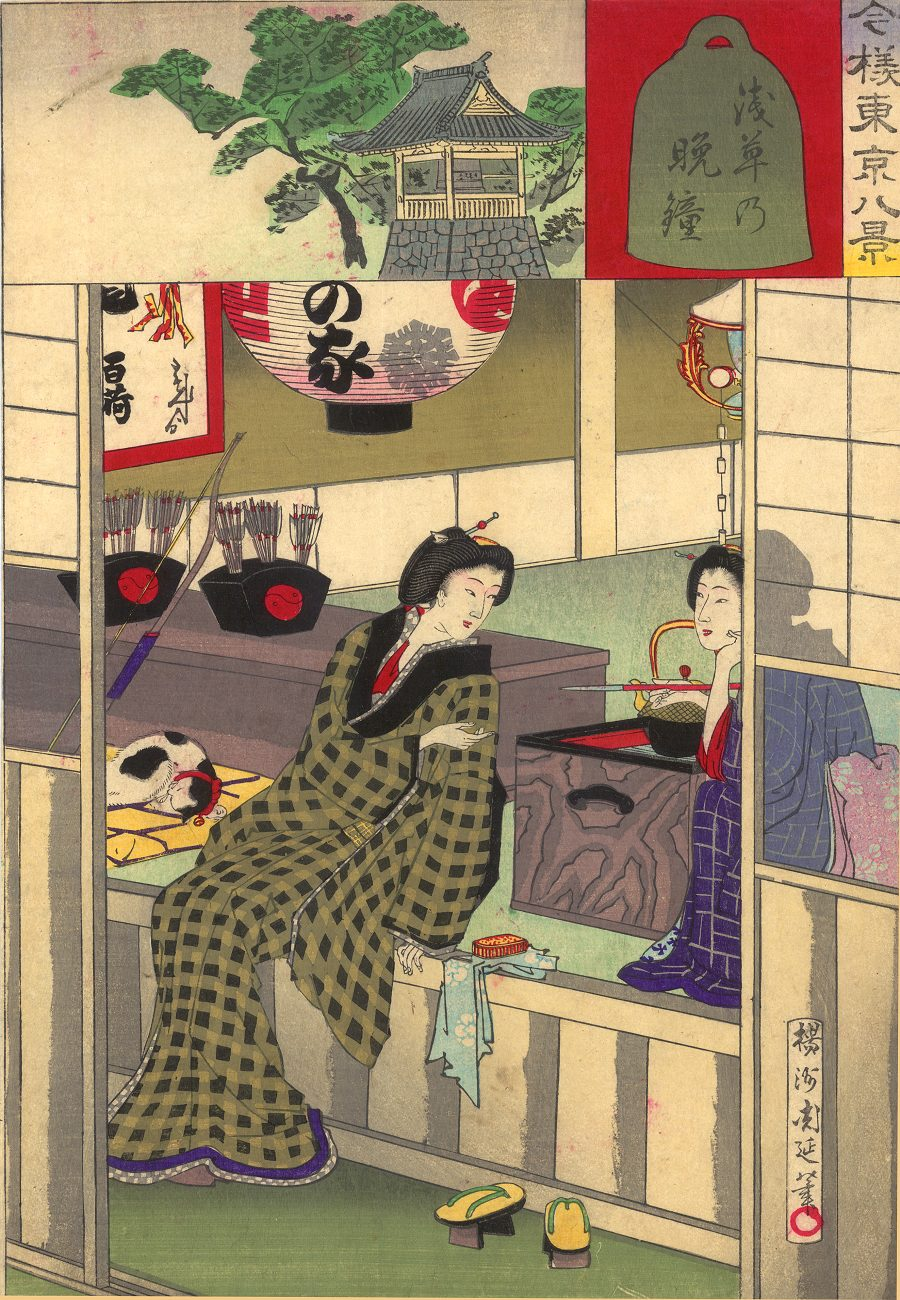
Série Imayō tōkyō hakkei, cloches du soir à Asakusa
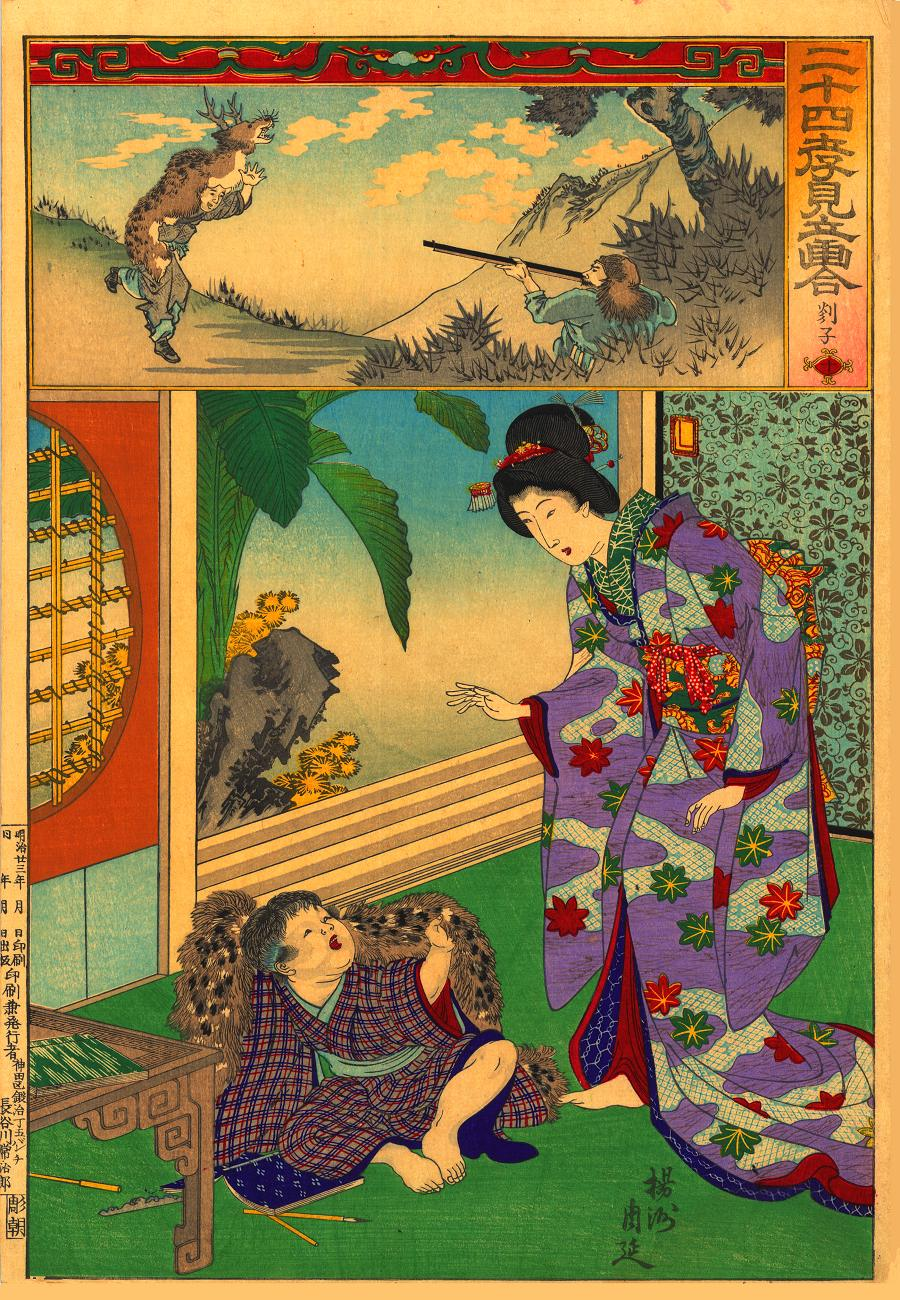
Série Nijūshi Kō Mitate E Awase, le « trayeur de daim »

#### Glorification de la Geisha
|  |  |  |

## Formats
Comme la majorité de ses contemporains, il travaille essentiellement au format ōban tate-e. Il existe un assez grand nombre de séries avec un seul panneau, ainsi que de nombreuses autres estampes dans ce format qui ne font partie d'aucune série.
Il produit aussi plusieurs séries dans le format ōban yoko-e qui est généralement plié transversalement pour obtenir un album.
Bien qu'il soit, peut-être, mieux connu pour ses triptyques, ses sujets uniques et ses séries, deux séries de diptyques sont également bien connues et il existe, au moins, deux impressions polyptyque,.
Sa signature peut également se rencontrer dans des dessins au trait et des illustrations dans un certain nombre de e-hon (絵本) qui sont pour la plupart de nature historique. Il existe par ailleurs un certain nombre de feuilles de sugoroku (すごろく) portant sa signature et au moins une estampe en kakemono-e réalisée dans ses dernières années.